# Histoire de La Flèche
Vous lisez un « bon article » labellisé en 2020.

Armes actuelles de La Flèche.

L'histoire de La Flèche recouvre l'ensemble des évènements, anciens ou plus récents, liés à cette ville et particulièrement nombreux à l'époque moderne.
Si l'occupation de son territoire remonte à la Préhistoire, La Flèche naît peu après l'an mille par la construction d'une forteresse sur les rives du Loir. Lieu stratégique par sa position sur un cours d'eau navigable et au croisement de routes reliant les grandes provinces de l'ouest de la France, elle est un temps la propriété des Plantagenêt, comtes d'Anjou et rois d'Angleterre. La Flèche est pourtant délaissée par ses différents seigneurs à la fin du Moyen Âge jusqu'à ce que Françoise d'Alençon, veuve du duc de Vendôme, s'y retire à la fin de sa vie, en 1537.
Le tournant du XVIIe siècle marque un nouvel essor pour la ville qui devient une cité rayonnante grâce aux faveurs et à la bienveillance d'Henri IV, roi de France, et de Guillaume Fouquet de La Varenne. Sous l'impulsion de ce dernier, gouverneur de la ville, La Flèche se modernise et devient un important centre administratif et judiciaire, mais c'est avant tout l'installation du collège des Jésuites en 1603 qui marque un certain âge d'or. L'un de ses anciens élèves, Jérôme Le Royer de La Dauversière œuvre au renouveau spirituel de La Flèche tout en étant l'un des fondateurs de la ville de Montréal au Canada. En 1641 puis en 1653, des centaines de Fléchois s'engagent pour y fonder une colonie.
Marquée par le passage des Vendéens à deux reprises lors de la virée de Galerne en 1793, La Flèche connaît un nouvel essor quand Napoléon Ier y établit le Prytanée national militaire en 1808, dans les locaux de l'ancien collège. Occupée par les Prussiens en 1815 puis en 1871, la ville paie un lourd tribut dans les combats de la Première Guerre mondiale avec le décès de 339 de ses habitants.
Après 1945, La Flèche s'agrandit par l'annexion de deux autres communes, tout en poursuivant son développement économique. La fin du XXe siècle est marquée par de grands travaux d'urbanisme dont l'extension de l'hôtel de ville, la construction d'une gare routière ou la rénovation du centre-ville, des travaux qui se poursuivent au XXIe siècle avec notamment l'aménagement d'une base de loisirs, la construction d'un grand complexe sportif et d'un nouveau cinéma, ou encore la rénovation des façades de l'église Saint-Thomas.

## Occupation du territoire de la Préhistoire au Haut Moyen Âge

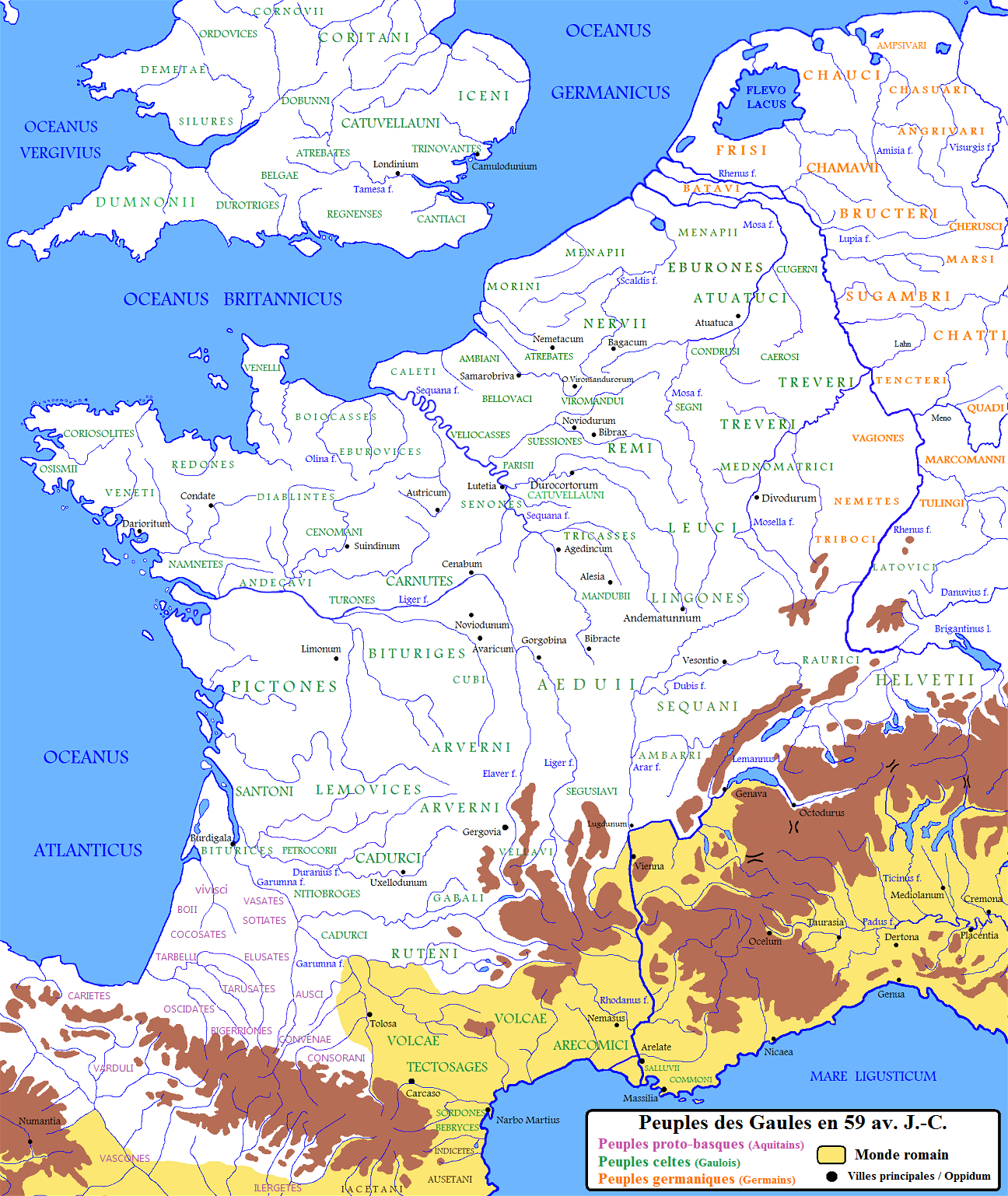
La Flèche est située aux confins du territoire des Cénomans et de celui des Andécaves.

L'occupation humaine de La Flèche et de sa région est très ancienne comme l' attestent la découverte de nombreux objets néolithiques et la présence de plusieurs mégalithes en vallée du Loir,. Parmi eux, un outil de faciès campignien a été retrouvé à proximité du lieu-dit La Vallée, au nord de la ville, tandis que le menhir dit de la Roche Voyer est situé sur le territoire de la commune, aux environs de l'ancienne abbaye de Mélinais,. Pour autant, le peuplement y est très épars en ce temps. La naissance de la ville est bien plus tardive et on ne retrouve qu'une seule trace d'occupation de La Flèche pendant l'Antiquité avec la présence d'une villa de l'époque gallo-romaine, c'est-à-dire une ferme importante, à l'emplacement de l'actuel quartier Saint-Jacques.
À cette époque, le premier rôle sur ce territoire situé aux confins de celui des Aulerques Cénomans est tenu par Cré, qui constitue alors un relais d'étape du cursus publicus, le service de poste romain, sur la voie romaine allant du Mans à Angers. Situé à l'emplacement du prieuré des Champs, il permet de franchir le Loir à gué. L'occupation de Cré s'étale sur une plus longue période et cela de façon ininterrompue : la découverte d'une quinzaine d'outils néolithiques marque la présence d'un peuplement préhistorique du site, tandis que la mise au jour d'une statuette de Vénus, de tessons céramiques et de pièces de monnaie de l'époque romaine témoignent de sa romanisation précoce. Cré demeure un lieu important jusqu'à l'époque carolingienne en devenant le chef-lieu d'une condita, la Condita croviensis, une circonscription administrative rurale comprise dans un pagus,. De même, un atelier monétaire y est présent au VIIe siècle.
Dans le même temps à La Flèche, la villa gallo-romaine donne peu à peu naissance à un village médiéval dont l'église se trouve à l'emplacement de l'actuelle chapelle Notre-Dame-des-Vertus. D'autres sites de la périphérie fléchoise ont connu une occupation relativement ancienne, ainsi que le montre la découverte avant la Seconde Guerre mondiale puis en 1990 d'un ensemble de treize sarcophages mérovingiens à proximité du coteau du Grand-Ruigné,.

## De la fondation de la ville à la fin du Moyen Âge
La Flèche naît peu après l'an mille et son importance s'accroît rapidement. En 1051, Jean de Beaugency, fils cadet du seigneur de Beaugency, Lancelin Ier, et de Paula du Maine, la dernière fille du comte Herbert Ier Éveille-Chien, recherche un site pour y construire un château dans son domaine de fissa, ou fisca. Il choisit d'établir sa forteresse sur pilotis en fortifiant plusieurs îlots du Loir, à l'emplacement de l'actuel château des Carmes. Il y fait également construire un pont dans le but de détourner une partie du trafic commercial du chemin médiéval allant de Blois à Angers par cet endroit et de contraindre les marchands à payer un droit de passage. À ce titre, Jean de Beaugency est considéré comme le premier seigneur de La Flèche. Le site occupe très vite un double rôle stratégique et commercial, par sa situation sur un cours d'eau navigable et au carrefour des routes conduisant de Paris à l'Anjou et de la Bretagne à la Touraine. Par ailleurs, la position même de Jean de Beaugency, vassal du comte d'Anjou mais parent des comtes du Maine par sa mère et par sa femme, place son territoire au centre des querelles entre les deux comtés. En 1067, l'armée de La Flèche est citée dans la Chronique de Saint-Aubin.
En 1078, La Flèche est assiégée par les troupes de Foulques IV le Réchin, comte d'Anjou. Soutenu par le duc Hoël II de Bretagne, il reproche à Jean de Beaugency son rapprochement avec les Normands, ennemis des comtes d'Anjou. À son tour, Guillaume le Conquérant, roi d'Angleterre et duc de Normandie, entre dans le conflit pour défendre son allié, mais le combat est évité par la médiation de plusieurs hommes d'église dont l'évêque Odon de Bayeux. La paix est finalement conclue sur un terrain proche de La Flèche appelé Blanche-Lande ou Lande de la Bruère,. Cette paix provisoire ne scelle pas pour autant la réconciliation entre le seigneur fléchois et Foulques le Réchin puisque la forteresse est prise et brûlée en 1081 ou en 1087. Cette même année, Jean de Beaugency fait don aux moines bénédictins de l'abbaye Saint-Aubin d'Angers de la chapelle de son château, de même que de l'église Saint-Odon, située plus à l'est dans la paroisse voisine de Sainte-Colombe,.

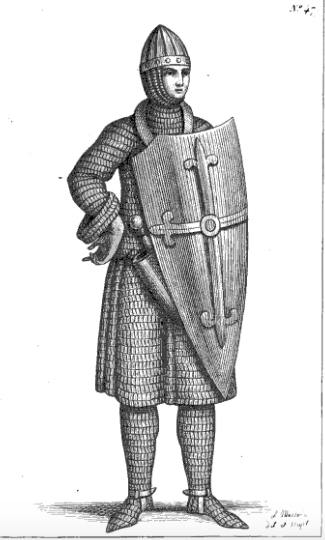
Élie, seigneur de La Flèche et comte du Maine.

Le troisième de ses sept fils, Élie de la Flèche, lui succède. Il est d'ailleurs le premier seigneur de la ville à porter le nom de ce lieu-dit mais comme la plupart des suzerains de cette époque, il n'y séjourne que quelques jours par an, au gré de ses déplacements dans ses différentes propriétés. La responsabilité et l'administration du lieu sont alors confiées à des sénéchaux : c'est le rôle que tient la famille de Cleers à La Flèche au tournant du XIIe siècle, pour Élie comme pour ses successeurs,.
En 1093, Élie de La Flèche achète le comté du Maine à son cousin Hugues V d'Este. En parallèle, il contribue au développement de la ville, notamment par la fondation de l'église et du prieuré Saint-Thomas en 1109, qu'il confie aux moines bénédictins de l'abbaye Saint-Aubin d'Angers. À sa mort, il ne laisse qu'une fille, Erembourg, qui se marie vers 1110 avec Foulques V d'Anjou, fils du Réchin et futur roi de Jérusalem. Ce mariage réunit définitivement le Maine à l'Anjou, et avec lui la seigneurie de La Flèche. Dès lors, La Flèche reste la propriété des Plantagenêt, comtes d'Anjou et rois d'Angleterre, et poursuit son développement par l'installation de plusieurs établissements religieux, comme le prieuré Saint-André, fondé en 1171 par les moines de l'abbaye de Saint-Mesmin d'Orléans, sur des terres que leur cède Henri II Plantagenêt. En 1180, ce même Henri II, roi d'Angleterre, établit l'abbaye Saint-Jean de Mélinais dans la forêt du même nom, située au sud-est de la ville. Vers la fin du XIIe siècle, au plus tard en 1199, la seigneurie de La Flèche passe dans la famille des vicomtes de Beaumont, dans les mains de Raoul VIII de Beaumont-au-Maine, bien que cette succession demeure inexpliquée,.

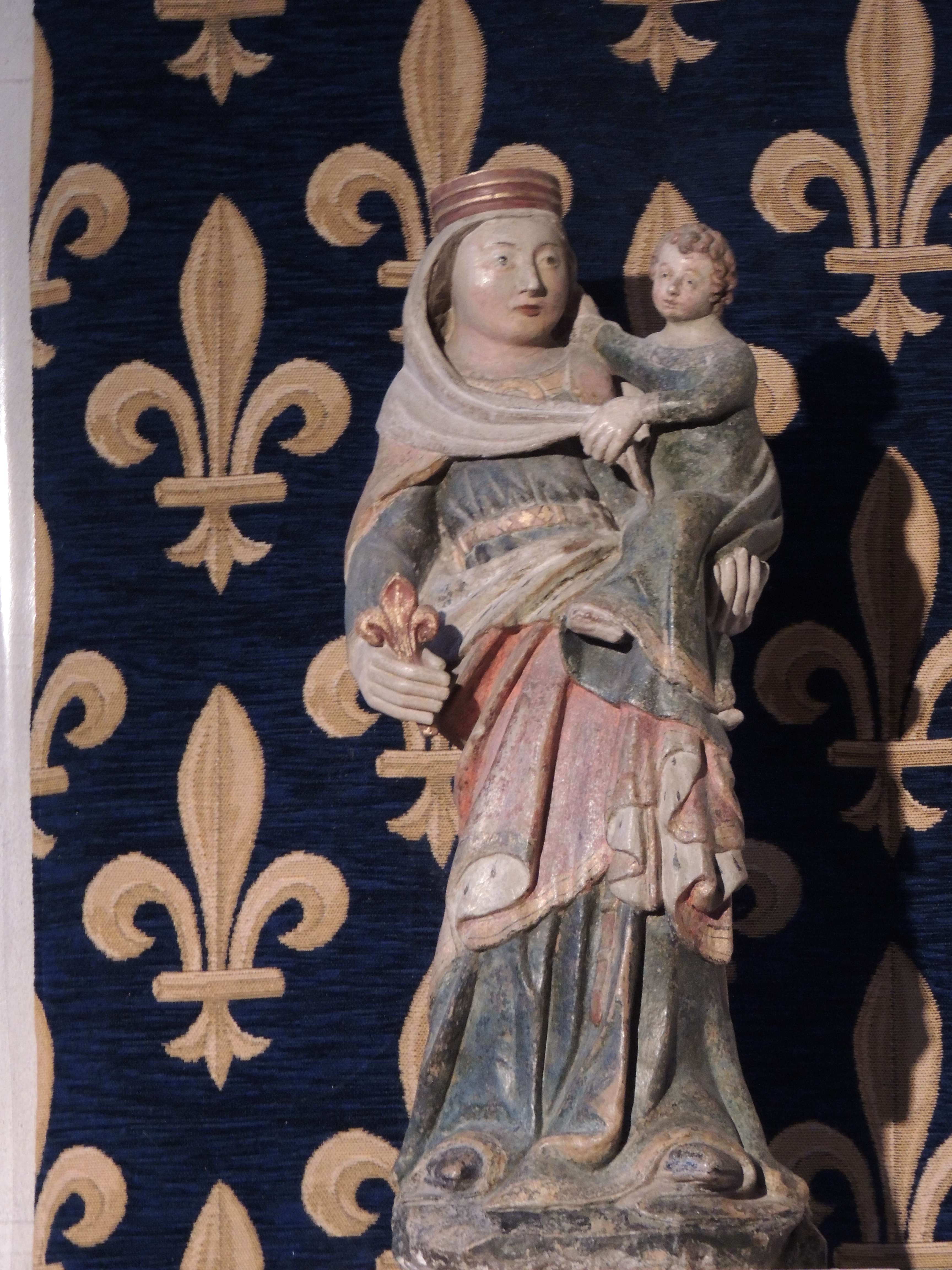
Notre-Dame-du-Chef-du-Pont.

En 1224, La Flèche est élevée au rang d'archiprêtré. Quelques années plus tard, en 1230, le jeune Louis IX, roi de France, séjourne pendant deux jours à La Flèche, alors que les troupes françaises, sur ordre de la régente Blanche de Castille, marchent sur la Bretagne pour mettre fin à l'alliance entre le duc Pierre Ier et Henri III d'Angleterre. Il se recueille notamment devant la statue de « Notre-Dame-du-Chef-du-Pont », dans la chapelle du même nom, attenante au château et établie à l'entrée du pont des Carmes enjambant le Loir. Cet édifice, de taille modeste et sans transept, fut également visité par Thomas Becket à peine un siècle plus tôt et demeure longtemps un lieu de pèlerinage important dans la région. Au début du XVe siècle, les prêtres de Saint-Thomas y organisent une procession lors des fêtes de Notre-Dame.
Le château de La Flèche est bombardé et brûlé par les Anglais en 1386, pendant la guerre de Cent Ans. La forteresse est d'ailleurs assiégée plusieurs fois pendant le conflit alors que les Anglais l'occupent jusqu'en 1418.
En 1431, une querelle éclate entre Jean II, duc d'Alençon, et son oncle le duc de Bretagne au sujet de la dot de Marie de Bretagne, mère du premier cité, qui n'avait jamais été entièrement réglée. Jean II fait alors arrêter le chancelier du duc de Bretagne, Jean de Malestroit, et le retient prisonnier au château de La Flèche, puis à celui de Pouancé,. Quelques années plus tard, la terre de La Flèche est élevée en baronnie. Un aveu rendu à René d'Anjou par son seigneur Jean II d'Alençon le 10 septembre 1453, en détaille les différents titres, rentes et propriétés. Son fils René d'Alençon y fonde en 1484 un monastère du Tiers-Ordre franciscain, ainsi qu'un couvent de Cordeliers quatre ans plus tard.

## Époque moderne

### LeChâteau-Neufde Françoise d'Alençon

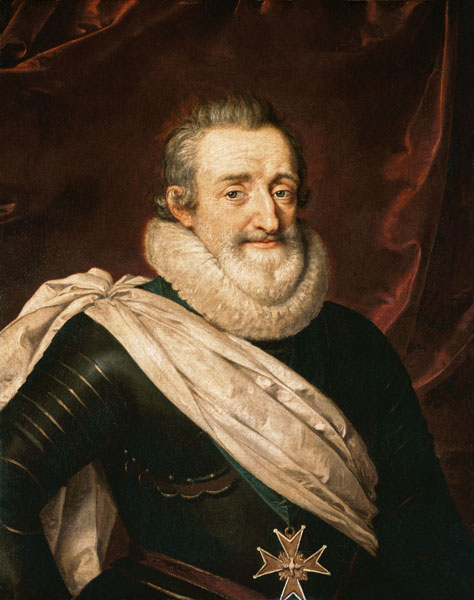
hérite du Château-Neuf de La Flèche, bâti par sa grand-mère.

Jusqu'au milieu du XVIe siècle, La Flèche est une ville ignorée par ses seigneurs, qui n'y séjournent pas ou très rarement. L'historien local Charles de Montzey parle d'une cité « plongée dans l'obscurité » et « ouverte à tous venants ». Devenue veuve en 1537, Françoise d'Alençon décide pourtant de se retirer en cette seigneurie venue de ses parents et qu'elle avait reçue en douaire de son mari Charles IV de Bourbon. À cette époque, le château féodal de La Flèche, bâti sur le Loir, se trouve dans un état de vétusté avancé et sans aucun confort. Françoise d'Alençon le cède à la congrégation religieuse des Carmes (d'où son nom actuel) et fait entreprendre la construction d'une nouvelle demeure, le Château-Neuf, à l'emplacement de l'actuel Prytanée national militaire, soit un peu plus au nord de l'ancien château, en dehors des remparts de la ville. Les plans en sont confiés à l'architecte Jean Delespine qui le fait édifier entre 1539 et 1541,.
En 1543, elle obtient du roi de France François Ier l'érection de plusieurs de ses baronnies, dont celle de La Flèche, en duché-pairie, sous le nom de duché de Beaumont. Elle meurt à La Flèche en 1550, tandis que son fils Antoine de Bourbon et sa belle-fille Jeanne d'Albret, héritent de ses possessions. Le couple y séjourne régulièrement entre février 1552 et mai 1553, ce qui fait naître l'hypothèse, chez certains historiens locaux, que leur fils le futur roi de France Henri IV, né le 13 décembre 1553, aurait été conçu à La Flèche. À ce titre, Jules Clère le dit « Fléchois avant d'avoir été Béarnais ». Si cette assertion relève avant tout du registre de l'anecdote, puisque la « conception » du futur roi semble attestée dans l'hôtel d'Ailly à Abbeville où Antoine de Bourbon et Jeanne d'Albret séjournent exactement neuf mois avant sa naissance,, Henri IV manifestera tout au long de son règne un attachement particulier à la ville. Au cours de sa jeunesse, il y effectue par ailleurs de courts séjours, notamment en 1562 et 1576,.
En 1589, l'année de son accession au trône, La Flèche est attaquée par Lansac, capitaine de la ligue catholique, puis reprise quelques jours plus tard par le marquis de Villaines.

### HenriIVet Fouquet de La Varenne, bienfaiteurs deLa Flèche
La fin du XVIe siècle et le début du XVIIe siècle marquent le renouveau de la cité. L'accession d'Henri IV au trône de France permet le rattachement de la seigneurie de La Flèche, de même que les autres terres du duché de Beaumont au domaine de la Couronne. Issu d'une famille bourgeoise de La Flèche, Guillaume Fouquet de La Varenne entre au service de Catherine de Bourbon, la sœur du futur roi Henri IV, en 1578. Deux ans plus tard, il devient portemanteau de celui qui n'est encore que le roi de Navarre. Jusqu'à l'assassinat d'Henri IV en 1610, Guillaume vit dans l'ombre du roi en prenant une part active aux événements importants de son règne et demeure l'un de ses plus fidèles conseillers.

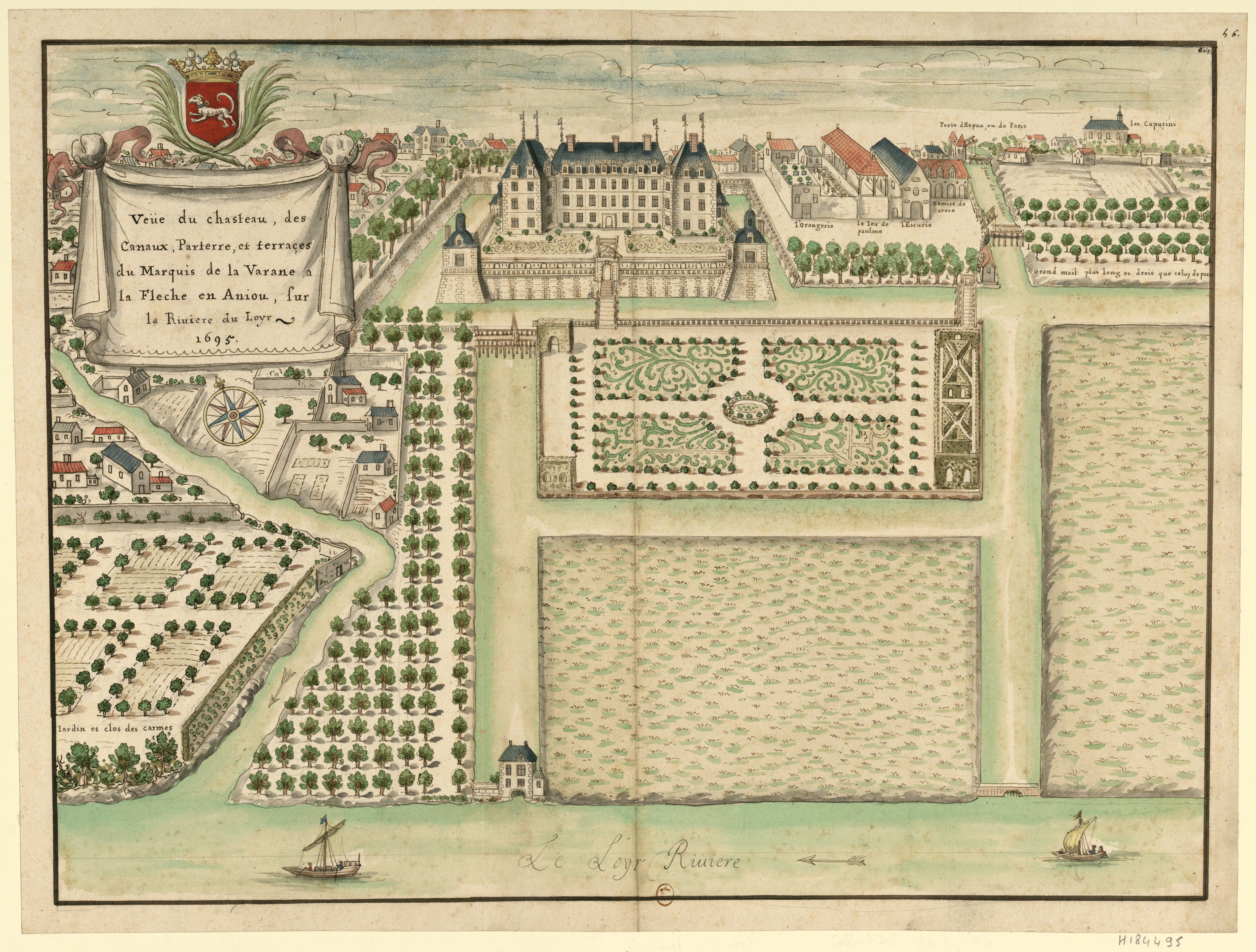
Le château de La Varenne en 1695.

Seigneur de La Varenne, un fief également connu sous le nom de La Garenne ou Bois des Sars, situé au nord de la ville et sur la commune de Bousse, il devient gouverneur de La Flèche et capitaine de son château en 1589. Dès cette date, il dirige des travaux d'embellissement et de transformation de la cité : les fortifications sont restaurées entre 1593 et 1596, le pont sur le Loir est reconstruit entre 1595 et 1600, les halles sont rénovées tandis que le pavage des rues est entrepris à partir de 1597. Il instaure des foires franches, exemptes de droits féodaux, et accorde aux Fléchois le droit d'apetissement sur les vins et boissons vendus intra muros. À une date indéterminée, il devient le premier seigneur engagiste de La Flèche, de même qu'à Sainte-Suzanne en septembre 1604. Premier marquis de La Varenne en 1616, il fait construire en ville un château à son nom. Les dimensions de cette demeure sont importantes : son emprise s'étend alors des rives du Loir aux actuelles rue de la Tour d'Auvergne et Grande-Rue.
En parallèle, Henri IV signe en 1595 l'édit d'érection d'un siège présidial à La Flèche concentrant les affaires des seigneuries de Beaumont, Château-Gontier, Mamers, Sainte-Suzanne et Le Lude, et imposant l'instauration d'une cour prévôtale,. Sur le plan administratif, la sénéchaussée de La Flèche est alors rattachée à l'Anjou, et la ville abrite l'un des seize greniers à sel de la province. Elle devient également le siège d'une élection dont relève plus d'une centaine de paroisses,. Le roi revient une nouvelle fois à La Flèche en 1598 pour un court séjour au cours duquel il rejoint Gabrielle d'Estrées. Aux environs de 1600, la population locale est estimée à 3 000 habitants. La Flèche est une ville à la fois peu commerçante et peu industrielle et dont l'activité repose principalement sur la présence de nombreux responsables des organisations administratives et judiciaires que compte la cité.
Le 3 septembre 1603, le roi signe l'édit de Rouen qui autorise le retour des Jésuites en France, puis décide de leur céder son Château-Neuf de La Flèche afin qu'ils y fondent un collège : c'est la naissance du collège royal Henri-le-Grand qui acquiert rapidement une grande renommée à travers le royaume. Parmi les premiers élèves de cette nouvelle école, on trouve notamment le philosophe René Descartes, de même que le premier évêque de Québec, François de Montmorency-Laval ou le mathématicien et philosophe Marin Mersenne.

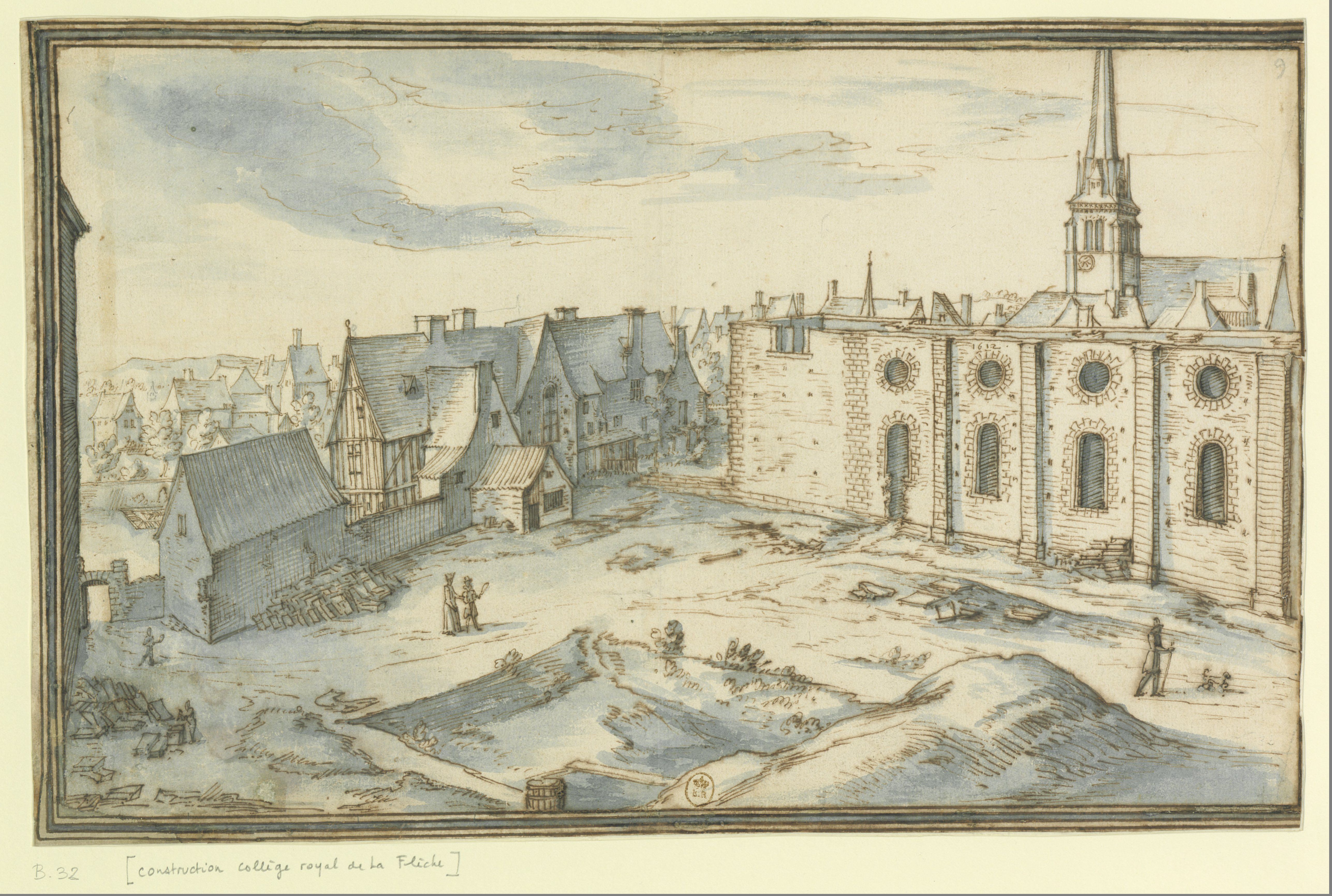
La construction du Collège royal, dessin d'Étienne Martellange en 1612.

Par l'édit de Fontainebleau en 1607, Henri IV confirme son attachement au collège de La Flèche en exprimant le souhait que son cœur soit prélevé sur sa dépouille après sa mort puis placé dans l'église de ce collège. Au lendemain de la mort du roi, Guillaume Fouquet de La Varenne rappelle à la reine Marie de Médicis le souhait qu'avait exprimé Henri IV. Le cœur du défunt monarque est alors confié aux Jésuites et apporté à La Flèche où le cortège fait son entrée au matin du 4 juin 1610, commandé par le duc de Montbazon. Une cérémonie est donnée en l'église Saint-Thomas avant que le cœur soit transféré vers le collège royal. En juin 1611, afin de célébrer l'anniversaire de ce transfert, les pères jésuites organisent la Henriade, une fête de trois jours pendant laquelle une pièce de théâtre présentant la France en habit de deuil se recueillant sur le tombeau du roi, ainsi que la lecture de compositions en prose ou en vers ou encore une procession, entretiennent en ville le souvenir d'Henri IV. Le cœur de Marie de Médicis rejoint celui de son ancien époux dans la chapelle du Collège royal le 12 avril 1643, conformément au souhait d'Henri IV.
Le développement du collège se poursuit après la mort du roi et ses effectifs ne cessent d'augmenter pour atteindre un maximum de 1 800 élèves en 1626. En 1612, Marie de Médicis envoie le père Étienne Martellange à La Flèche afin qu'il préside à l'achèvement des travaux de l'église, dont les dépenses sont acquittées sur le trésor royal. Le 3 septembre 1614, le jeune Louis XIII et la régente se rendent à La Flèche et sont accueillis au Collège. À cette occasion, Guillaume Fouquet de la Varenne organise une fête somptueuse au cours de laquelle un ballet regroupant 800 danseurs est présenté en son château.
En septembre 1615, le roi signe un édit établissant la municipalité de La Flèche. L'année suivante, les terres de la Varenne sont réunies puis érigées en marquisat.

### De La Flèche à Montréal, l'œuvre de Jérôme Le Royer de la Dauversière

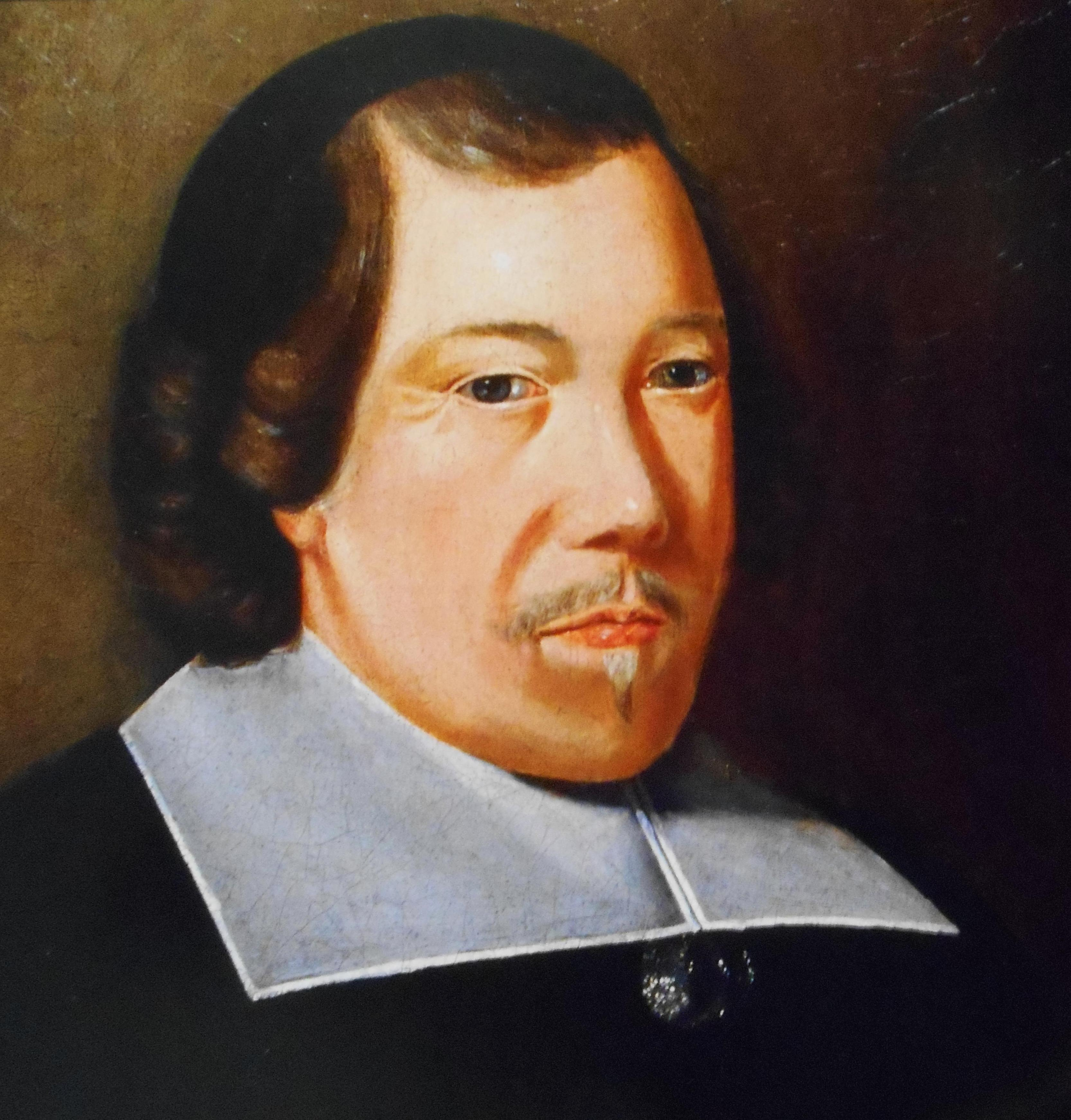
Jérôme Le Royer de la Dauversière, fondateur de Montréal.

Dès son ouverture, le Collège compte parmi ses professeurs des missionnaires jésuites revenus de Nouvelle-France, à l'image d'Énemond Massé dont les récits passionnent les élèves. Né à La Flèche en 1597, Jérôme Le Royer de la Dauversière fréquente le Collège jusqu'en 1617 avant de succéder à son père dans la charge de receveur des tailles. Reconnu pour sa piété, il dit avoir reçu un message mystique le 2 février 1630 alors qu'il prie devant la statue de Notre-Dame-du-Chef-du-Pont, dans l'ancienne chapelle du château des Carmes. Il se sent appelé à fonder une congrégation religieuse hospitalière au service des pauvres et des malades. Quelques années plus tard, il rencontre Marie de La Ferre, avec qui il fonde à La Flèche la congrégation des Hospitalières de Saint-Joseph le 18 mai 1636,. Soutenu financièrement par Pierre Chevrier, il obtient du père Jean de Lauzon qu'il lui cède la propriété de l'île de Montréal en 1640. L'année suivante, avec Jean-Jacques Olier et ce même Pierre Chevrier, il crée la Société Notre-Dame de Montréal destinée à fonder une ville fortifiée en Nouvelle-France dans le but d'y instruire les peuples indiens. À Paris, il rencontre Paul de Chomedey de Maisonneuve qui accepte de s'engager auprès de lui et de financer son projet. Jérôme Le Royer cherche alors à recruter des hommes prêts à s'embarquer.
En juillet 1641, une cinquantaine d'hommes prennent le départ du Port Luneau de La Flèche pour la Nouvelle-France, via Nantes et La Rochelle, sous le commandement de Maisonneuve. Quelques sœurs hospitalières de Saint-Joseph, dont Jeanne Mance, embarquent en leur compagnie afin d'y créer l'Hôtel-Dieu de Montréal. Arrivés à Québec, les colons y passent l'hiver, avant de remonter le fleuve Saint-Laurent. Ils atteignent l'île de Montréal, le 17 mai 1642, et y fondent Ville-Marie,. À la fin de l'année 1651, Maisonneuve revient en France dans le but d'y recruter suffisamment d'hommes pour assurer la pérennité de la nouvelle colonie. C'est ainsi qu'on assiste à La Flèche, du 23 mars au 17 mai 1653, à l'engagement de plus d'une centaine d'hommes pour la Nouvelle-France, dans ce qui est appelé la « Grande Recrue »,. Ces hommes sont pour la plupart originaires de La Flèche même ou des villages voisins. Sur les 121 engagés fléchois, seuls 71 prennent finalement le départ de Saint-Nazaire le 20 juin suivant. Instigateur du projet et reconnu comme l'un des pères de la ville de Montréal, Jérôme Le Royer de la Dauversière ne se rendra pourtant jamais en Nouvelle-France, se consacrant principalement au développement de sa congrégation.

### La FlècheduXVIIeauXVIIIesiècle
La Flèche connaît un nouveau séjour royal en 1620. Louis XIII marche alors à la tête de l'armée royale contre celle de sa mère, écartée de la régence trois ans plus tôt et qui tente de revenir au pouvoir avec l'appui de plusieurs Grands seigneurs du royaume. Le roi et son armée font leur entrée en ville le 4 août et la quitte le 6 pour remporter une victoire décisive à la bataille des Ponts-de-Cé.

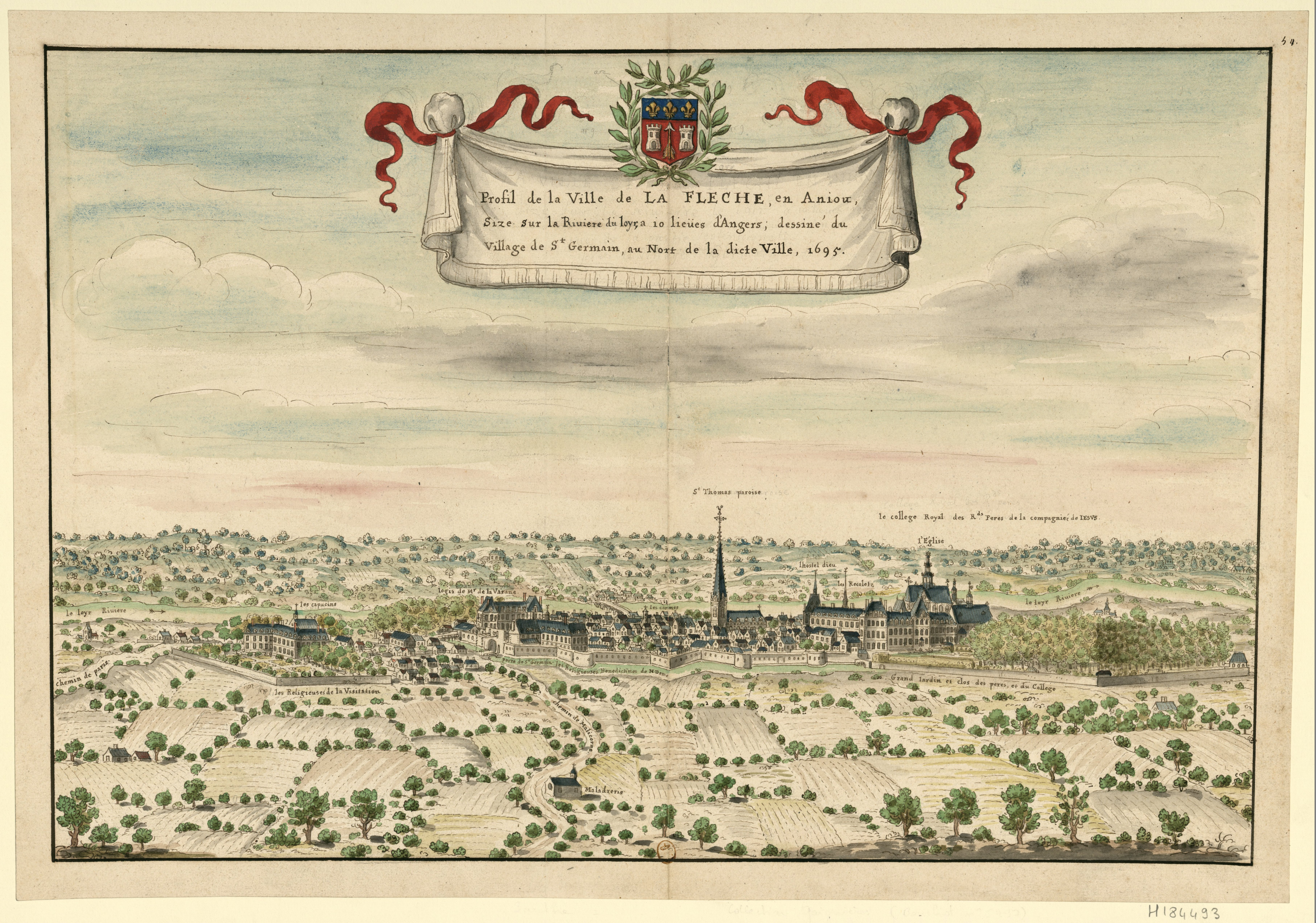
Une vue de La Flèche à la fin du XVIIe siècle, dessin de Louis Boudan, collection Gaignières.

L'année suivante, le roi fait don aux Pères Carmes, dont le couvent était jusqu'alors établi rue des Plantes, du vieux château sur le Loir et de sa chapelle, Notre-Dame-du-Chef-du-Pont, à charge notamment de débarrasser le Loir de ses ruines. Les Pères reçoivent ensuite l'autorisation d'agrandir la chapelle et de construire de nouveaux bâtiments pour étendre le couvent, puis de bâtir un cloître sur les anciennes arches. La présence des Carmes à La Flèche s'explique par la volonté du père Philippe Thibault, l'un des restaurateurs de l'ordre, de profiter de l'installation des Jésuites pour achever l'instruction des nouveaux profès. Sous leur impulsion, le château qui prend désormais leur nom retrouve un certain confort et devient l'une des plus belles demeures de la ville.
À cette époque d'ailleurs, la ville est connue pour sa dévotion et surnommée la « Sainte-Flèche » en raison de la présence de nombreux couvents sur son territoire. Du XVIIe au XVIIIe siècle, on y recense une douzaine de congrégations, en dehors des Jésuites qui tiennent le Collège, pour environ 300 religieux, hommes et femmes, à la fin du XVIIe siècle. Parmi eux, les Capucins s'établissent à La Flèche en 1635 à la demande d'un notable de la ville, Jouy des Roches, tandis que les Visitandines s'installent en 1646 et fondent un monastère qui devient l'hôpital de la ville au lendemain de la Révolution.
Les relations entre les Jésuites et les seigneurs de La Flèche se tendent à plusieurs reprises au cours du XVIIe siècle. À partir de 1630, un conflit oppose René Ier Fouquet de La Varenne, deuxième fils de Guillaume et deuxième marquis de La Varenne, aux Pères jésuites, en raison du droit réclamé par René de pêcher dans les douves du Collège et de son refus de payer aux Jésuites les 12 000 livres que son père leur avait laissées par testament. Devant l'intransigeance de ces derniers, René et ses gentilshommes prennent les armes, ce qui entraîne la fermeture du Collège pendant plusieurs jours. Après quatre années d'affrontement judiciaire, le conflit est réglé par le paiement d'une somme de mille écus de la part des Jésuites envers le marquis, mettant fin ainsi à un épisode qui avait pris le nom de « guerre des grenouilles ».
D'autres évènements notables marquent la période. Entre 1648 et 1649, le petit-fils d'Henri IV et de Gabrielle d'Estrées, François de Vendôme dit « le Roi des Halles », est caché au presbytère de La Flèche par le curé de Saint-Thomas, Pierre Hamelin, après s'être évadé du château de Vincennes où il était enfermé depuis cinq ans pour avoir pris part à la cabale des Importants de 1643 contre le cardinal Mazarin. En 1690, le corps de ville décide la création d'une milice bourgeoise pour assurer la sécurité de la ville. Pour la constituer, la cité est divisée en quatre quartiers, chacun fournissant une compagnie de 100 hommes à la tête de laquelle sont placés un capitaine, un lieutenant et un enseigne. Un major et un aide-major assurent le commandant de l'ensemble de la milice, qui reste en place jusqu'à la Révolution française.

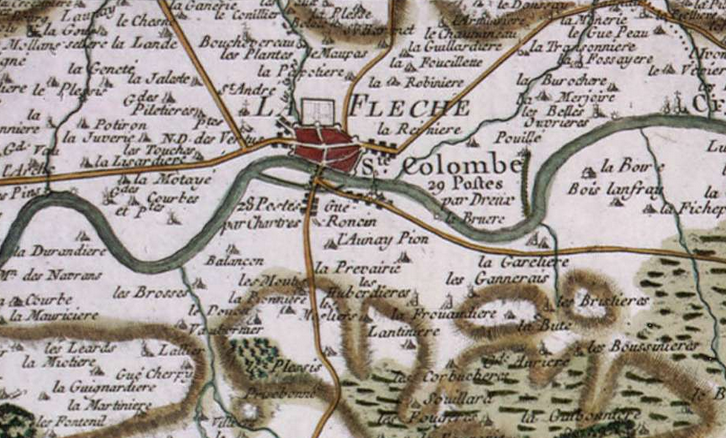
La Flèche et ses environs sur la carte de Cassini.

En parallèle, le développement économique de la ville se poursuit. La Flèche se trouve en effet à la tête d'un itinéraire reliant le Perche à la vallée de la Loire, par la vallée du Loir. Le transport des marchandises y est alors important, avec des cargaisons composées de bois de la forêt de Bercé, de matériaux de construction et de vins de l'Anjou. La population de la ville, au début du XVIIIe siècle, atteint 5 200 habitants. Les anciennes halles en bois sont reconstruites en pierre à deux reprises, d'abord en 1737 puis en 1772, afin d'y établir l'hôtel de ville. Cette première construction est d'ailleurs décidée sous l'impulsion de François de la Rüe du Can. Parmi les différents maires qui se succèdent au XVIIIe siècle, il fait preuve d'une longévité remarquable en occupant cette fonction de 1735 à 1745. Ses initiatives en faveur des sinistrés de l'inondation du Loir de l'hiver 1740, l'une des plus graves dans l'histoire de la ville, sont saluées, et son crédit auprès de la population est tel que les habitants adressent une lettre au roi pour qu'il le maintienne en place à l'issue de son premier mandat. Outre ce privilège royal, François de la Rüe du Can en reçoit un autre en étant anobli en 1743.
En 1762, après l'expulsion de la Compagnie de Jésus du royaume, le Collège de La Flèche est provisoirement fermé, comme tous les autres établissements jésuites de France. Menacé de disparition, le Collège de La Flèche est alors sauvé par la municipalité qui en confie la direction à un groupe d'abbés. Deux ans plus tard, le roi Louis XV signe des lettres-patentes pour y établir le « Collège royale militaire », une école de cadets préparatoire à l'École royale militaire du Champ de Mars. En 1776, l'établissement devient le « Collège royal et académique » alors que son successeur Louis XVI en confie la direction aux Pères doctrinaires.

## Révolution et Premier Empire

### Une ville en marge des grands courants dans les premiers temps de la Révolution

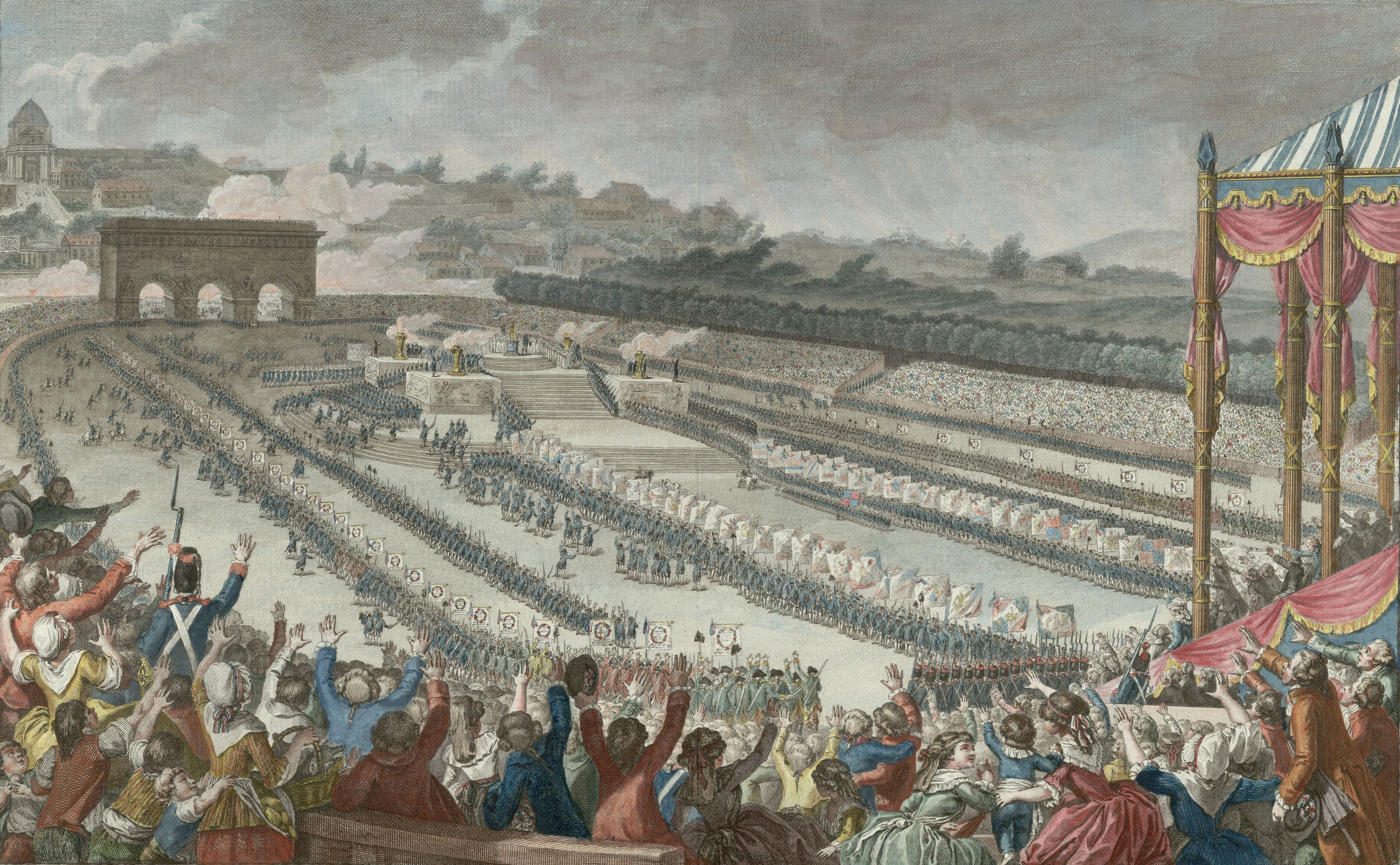
Une délégation fléchoise est présente à la Fête de la Fédération le 14 juillet 1790.

Lors de la création des départements français en 1790, La Flèche est rattachée, au même titre que dix-sept autres paroisses de l'ancienne province de l'Anjou, au département de la Sarthe. Celui-ci est divisé en neuf districts, dont celui de La Flèche. Deux habitants de la ville, Louis Rojou et François-Louis Rigault de Beauvais, sont nommés administrateurs du département. Le premier d'entre eux est d'ailleurs élu membre du Directoire de la Sarthe le 21 juillet de la même année, puis député de la Sarthe à l'Assemblée nationale législative en septembre 1791. Les idées révolutionnaires sont accueillies plutôt favorablement à La Flèche même si la ville reste à l'écart des grands évènements et des troubles dans les premières années de la Révolution.
Une délégation de la ville, comprenant le chirurgien Charles Boucher et un groupe d'élèves du collège Henri-IV, est envoyée à Paris à l'occasion de la fête de la Fédération le 14 juillet 1790, tandis que le conseil municipal, dirigé par Pierre de la Rüe du Can, incite la population à adhérer au « nouvel ordre des choses ». Alors que la liberté de la presse établie dans la Déclaration des droits de l'homme et du citoyen encourage le développement des journaux au niveau local et national, les Affiches de La Flèche naissent au début du mois de janvier 1791. Premier journal de la ville, il est imprimé chez Louis-Ignace de La Fosse sur huit pages et paraît deux fois par semaine. Partisan de la Révolution bien qu'employant un ton plutôt modéré, il s'agit avant tout d'un journal d'informations nationales. En parallèle, un club révolutionnaire est créé à La Flèche à la fin du mois de juillet 1791, soit plus tardivement que dans les autres principales villes du département. La « Société populaire de La Flèche » demande son affiliation à celle du Mans le 8 septembre suivant.
Si quelques troubles contre-révolutionnaires agitent la campagne fléchoise et le sud de la Sarthe à partir d'août 1791, la guillotine n'y est utilisée qu'une seule fois, le 28 novembre 1792, pour l'exécution d'un faux-monnayeur, Julien Rouillard,.

### Les Vendéens à La Flèche (1793)
L'année 1793 est marquée par le début de l'insurrection vendéenne en réponse à la levée en masse décidée par la Convention. L'ordre de mobilisation arrive à La Flèche le 17 mars. Trois compagnies de gardes nationaux quittent la ville dès le lendemain, soit un effectif de deux cents hommes disposant de deux couleuvrines en bronze prises au château de la Varenne. Rejoignant les contingents du Lude et de Baugé, ils marchent en direction de Saumur, qu'ils atteignent le 19 mars. Après une courte campagne d'un mois, les gardes nationaux sont de retour à La Flèche. Ils sont de nouveau sollicités au cours de l'année 1793 pour éteindre des troubles révolutionnaires dans la région, comme à Mézeray le 19 mai et à Brûlon le 19 septembre.
Le 24 juin, arrivant d'Angers, cinq cavaliers royalistes menés par un certain « Maignan » font leur entrée en ville en début de matinée. Armés de sabres, portant un drapeau à fleur de lys et des cocardes blanches, ils s'introduisent dans l'hôtel de ville et annoncent l'arrivée imminente de 15 000 Vendéens. Ils se dirigent alors à la maison d'arrêt installée dans une annexe du château de la Varenne pour y faire libérer le seul détenu du lieu, puis réquisitionnent un cheval dans les écuries du collège pour que celui-ci se joigne au cortège. Des témoignages, notamment celui du chirurgien Charles Boucher, rapportent que la population fléchoise, d'abord frappée de stupeur par l'arrivée des cavaliers vendéens, se montre finalement très enthousiaste. Les cris de « Vive le Roi » se multiplient dans toute la ville. L'arbre de la liberté, planté sur la place de la Révolution, est incendié. Dans la journée, les officiers municipaux comprennent leur méprise lorsqu'un colporteur venu d'Angers leur explique qu'il n'a rencontré aucune troupe en chemin. Les Vendéens, réfugiés à l'Hôtel du Lion d'Or, parviennent à s'échapper avant d'être arrêtés,.
Au mois de septembre suivant, la suppression du collège de La Flèche en tant qu'école militaire est décidée, tandis que sont détruits les principaux emblèmes, tableaux ou statues rappelant l'Ancien Régime. Un atelier de cordonniers travaillant pour l'armée y est installé dans les jours qui suivent. Le 24 septembre 1793, le représentant en mission Thirion donne l'ordre de jeter au bûcher les cœurs d'Henri IV et de Marie de Médicis, conservés dans l'église Saint-Louis. Le chirurgien Charles Boucher en recueille les cendres que ses héritiers restitueront au Prytanée militaire en 1814. Comme partout en France, le culte de la Raison s'organise : une fête se tient le 10 novembre suivant dans cette même église, renommée pour l'occasion Temple de la Raison.

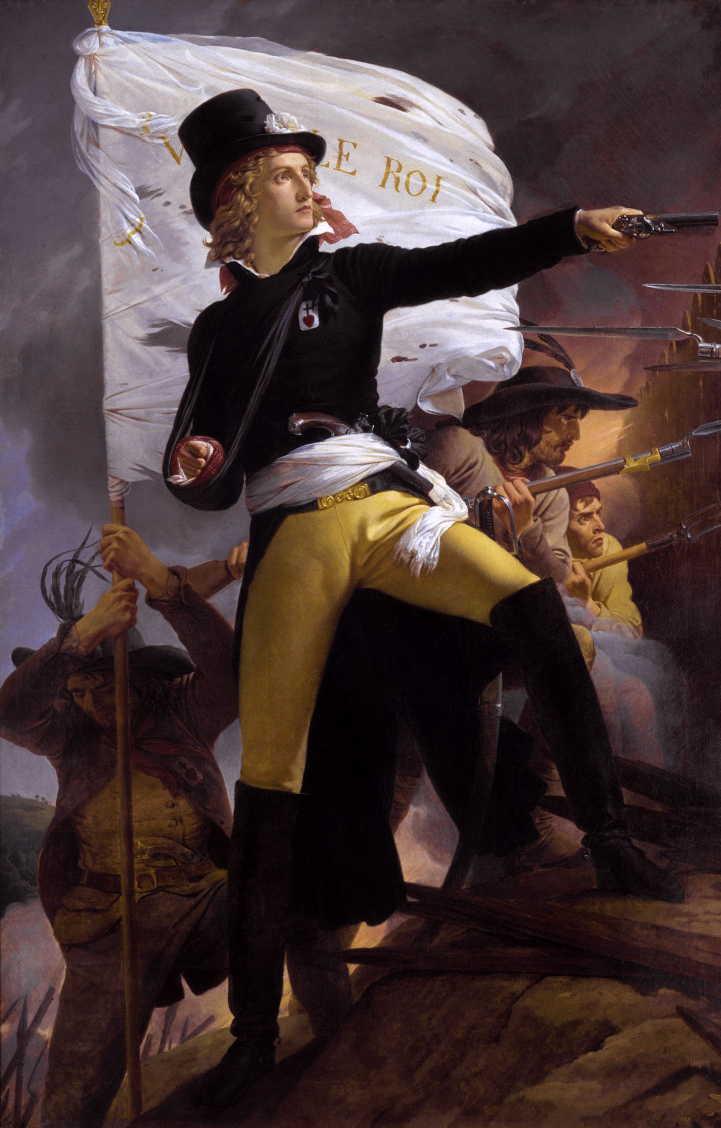
La Rochejaquelein commande l'armée royale lors du passage des Vendéens à La Flèche.

Les Fléchois assistent au passage des Vendéens à deux reprises pendant la Virée de Galerne. Alors que l'armée vendéenne poursuit sa retraite sur la Loire après l'échec du siège de Granville, elle entre à La Flèche le 30 novembre. Elle n'y rencontre aucune résistance puisque les gardes nationaux se sont dispersés dans les environs et que les autorités locales se sont réfugiées à Thorée et Broc. Pendant deux jours, les Vendéens s'emparent des denrées présentes dans les magasins de la ville mais se ravitaillent aussi directement chez les habitants. Le 2 décembre, les troupes vendéennes reprennent la route en direction d'Angers.
Dans l'impossibilité de traverser la Loire après la destruction de tous les ponts avant Saumur par ordre de la Convention, les Vendéens rebroussent chemin et cherchent à gagner Le Mans. Le 7 décembre, ils se présentent donc devant La Flèche qui est cette fois défendue par le regroupement des gardes nationaux et par la présence de 3 000 soldats républicains venus du Mans et commandés par le général Chabot et Garnier de Saintes. Le pont des Carmes est alors détruit pour empêcher la progression des Vendéens, tandis que le dispositif de défense se tient sur la rive droite du Loir. Après deux heures de combat entre l'avant-garde vendéenne et les républicains, La Rochejaquelein atteint la ville avec le gros de son armée. Il ordonne d'établir un passage de fortune sur le pont détruit et parvient à traverser la rivière à gué en aval du Moulin de la Bruère avec un groupe de 300 cavaliers pour prendre à revers les défenseurs. Les Vendéens occupent la ville tandis que les républicains sont repoussés jusqu'à Foulletourte. Les blessés sont installés dans l'église Saint-Thomas. Le lendemain, le passage sur le pont des Carmes est rétabli. Les Vendéens séjournent à La Flèche jusqu'au 10 décembre pour se ravitailler et les pillages se multiplient. Dès lors que le départ des troupes vendéennes s'organise, l'armée républicaine menée par le général Westermann entre en ville, menant la chasse aux retardataires dont certains sont exécutés. Les blessés et les malades restés à La Flèche sont massacrés. Selon les généraux républicains environ 1 000 Vendéens meurent à La Flèche ou ses environs. Après le départ des Vendéens, qui seront défaits au Mans le 13 décembre puis à Savenay le 23 décembre, la population fléchoise connait plusieurs semaines de souffrance : les nombreux pillages ont conduit à une situation de famine, tandis qu'une épidémie de dysenterie, apportée par les Vendéens et aggravée du fait des nombreux cadavres en décomposition, se répand. Le 28 décembre, Garnier de Saintes fait envoyer des grains au district de la Flèche pour enrayer le manque de nourriture. Dans le même temps, une enquête est menée par Marat Roustel, procureur général syndic de la Sarthe, sur l'attitude équivoque des responsables municipaux pendant le passage des Vendéens.

### De la Terreur au coup d'État de Napoléon

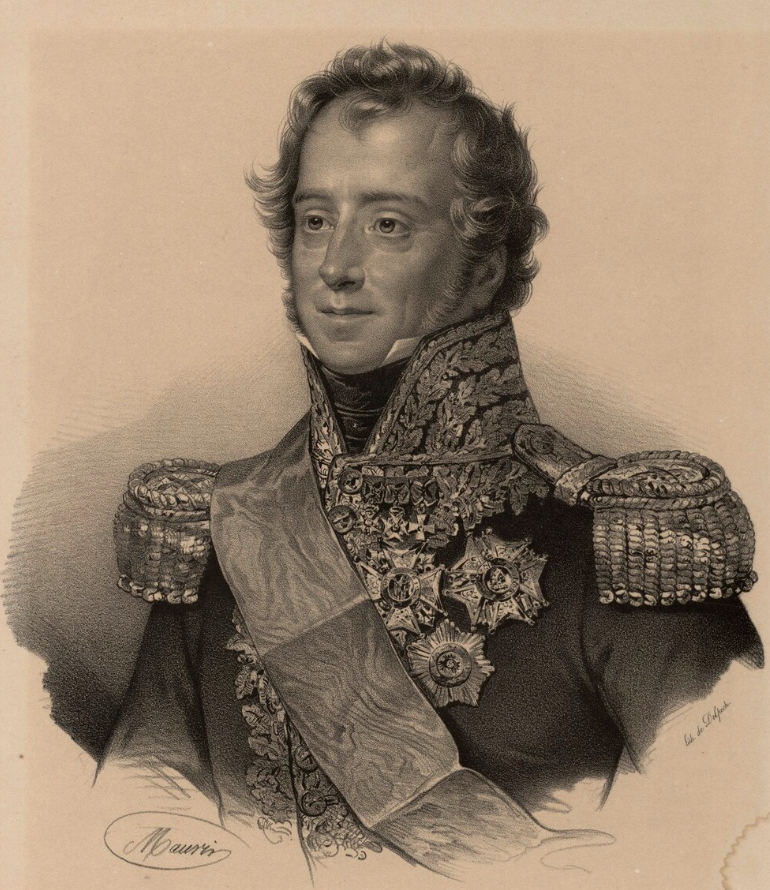
Le comte de Bourmont, à la tête de troupes royalistes, menace la ville en 1799.

Un simple cordonnier, Joseph Panneau, est placé à la tête de la mairie par Garnier de Saintes, représentant en mission de passage à La Flèche. Révolutionnaire convaincu, il multiplie les actes antireligieux en faisant notamment abattre des croix et fondre les cloches de l'église Saint-Thomas Il s'attaque également au Collège dont il dit : « Nous n'avons plus besoin de cette maison féodale ; elle sera vendue et détruite ; la charrue passera sur le terrain qu'elle occupe et le blé y croîtra. ». Le 13 mai 1794, la fermeture totale du Collège est ordonnée malgré les plaintes d'autres membres de la municipalité. Ses locaux ne demeurent pas longtemps inoccupés puisqu'un hôpital militaire y est installé de septembre 1794 à novembre 1796, de même qu'un atelier de cordonnerie dans la galerie de tableaux historiques, actuelle bibliothèque du Prytanée. Panneau quitte la mairie peu après la fin de la Terreur, remplacé par un ancien lieutenant de police, François-Louis Rigault de Beauvais. Au début du mois de décembre 1794, les gardes nationaux fléchois sont réquisitionnés par le représentant en mission Génissieu pour lutter contre le soulèvement des Chouans. Plusieurs bandes parcourent d'ailleurs la région de La Flèche et comptent notamment pour chef Jean Châtelain dit Tranquille. Le 18 mars 1795, les généraux Leblay et Varrin, des armées des côtes de Brest et de Cherbourg, accompagnés du maire de La Flèche, François-Louis Rigault de Beauvais, signent une paix avec les principaux chefs chouans de la région, mais les troubles reprennent vite et la ville est attaquée le 2 avril suivant.
En 1799, les défaites militaires de la République conduisent à de nouvelles levées d'hommes et au vote de la loi des otages, ce qui pousse les chefs chouans à relancer l'insurrection. Le comte Louis de Bourmont reçoit la direction des troupes dans le Maine et charge François de La Motte-Mervé de recruter des hommes dans la région de La Flèche, sa ville natale. Le 2 septembre, un engagement a lieu à proximité du château de la Pilletière sur le territoire de la commune de Clermont, à quelques kilomètres au nord de La Flèche, entre le corps de royalistes commandé par La Motte-Mervé, fort de 400 hommes, et un détachement de 90 soldats de la colonne mobile de La Flèche. Après plusieurs heures d'affrontement, l'arrivée de la Garde nationale en renfort des républicains entraîne la fuite des royalistes qui se retirent sans dommage. Pendant plusieurs jours, les républicains poursuivent les troupes de La Motte-Mervé qui ne cessent de se déplacer le long de la vallée du Loir puis dans le nord de l'Indre-et-Loire avant de revenir en Sarthe en franchissant le Loir à La Bruère le 11 septembre.
Dans le même temps, le soulèvement général se prépare et l'attaque simultanée des grandes villes de l'Ouest par les royalistes est décidée le 15 octobre. Le comte de Bourmont, à la tête de 4 000 hommes, campe à proximité de La Flèche et décide d'attaquer la ville, mal gardée. La Motte-Mervé l'en dissuade, considérant qu'une telle attaque retarderait inutilement les troupes dans leur marche vers le chef-lieu de département. Son intervention épargne donc la ville des combats. Il meurt cependant quelques jours plus tard lors de la bataille du Mans qui se solde par la prise de la ville par les Chouans.
Alors que les troubles cessent peu à peu dans l'Ouest après la prise de pouvoir de Napoléon Bonaparte lors du coup d'État du 18 Brumaire, l'administration s'organise. La Flèche devient une sous-préfecture de la Sarthe après le vote de la loi du 28 pluviôse an VIII qui institue les arrondissements.

### Sous l'Empire: création du Prytanée militaire et petite chouannerie

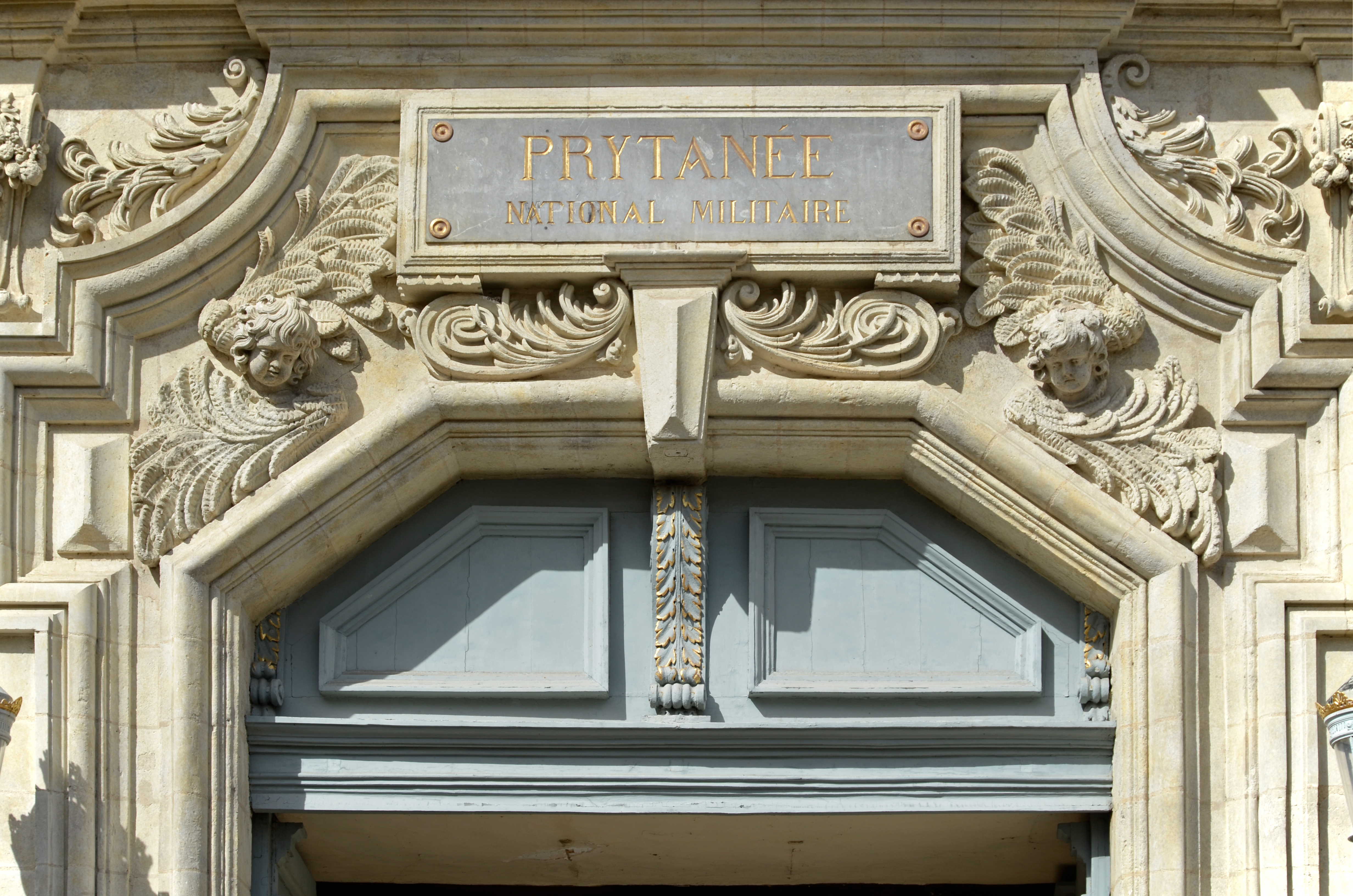
L'inscription du Prytanée sur le portail de l'établissement.

Désormais empereur, Napoléon Ier fait restaurer le château de Fontainebleau pour son usage personnel. L'École spéciale impériale qu'il abrite est alors transférée dans les locaux du Prytanée militaire à Saint-Cyr. Le Prytanée doit donc lui aussi changer de lieu et la municipalité fléchoise, informée de ce projet, se porte candidate pour accueillir l'établissement. Le maire Charles-Auguste de Ravenel adresse une notice historique et descriptive du collège Henri-IV terminée par une supplique  à l'empereur, qui y répond favorablement. Le décret de fondation du Prytanée national militaire est signé à Saint-Cloud le 24 mars 1808 et le transfert prévu pour le 1er juin suivant. Le général Bellavène, inspecteur-général des écoles militaires, est chargé d'établir un rapport sur la situation matérielle de l'établissement, et d'entreprendre les réparations les plus urgentes pour accueillir les 240 élèves que compte l'établissement à son ouverture le 15 juin,. Dans les premières années qui suivent sa fondation, le Prytanée se trouve dans une situation financière précaire et le nombre des élèves pensionnaires est insuffisant. Pour combler ces manques, Napoléon y envoie tout d'abord les élèves boursiers du collège de la Marche à Paris, dont les familles étaient aux colonies, puis des enfants issus de familles nobles des pays annexés à l'Empire. En 1812, une école d'artillerie accueillant 120 élèves est également annexée au Prytanée, qui contribue dès lors pleinement au rayonnement de la ville
En 1813, le chef chouan Bernard de la Frégeolière organise clandestinement entre la Sarthe et le Maine-et-Loire deux compagnies de cent hommes, sous le nom de Nouveau-Nés, dans le but de rassembler les réfractaires à la conscription militaire et d'entraver la perception des impôts. L'espoir d'un retour de la royauté est alors au plus haut chez les partisans de la monarchie. Alertés par ces mouvements de troupe, le sous-préfet de La Flèche charge la Garde nationale de traquer les insurgés. Au début de l'année 1814, un affrontement a lieu dans le village de Crosmières, à quelques kilomètres de La Flèche, qui cause la mort de huit gardes nationaux et d'un Nouveau-Né,. Quelques jours plus tard, Bernard de la Frégeolière parvient à faire libérer sept Nouveau-Nés qui avaient été arrêtés à Sablé et emprisonnés à La Flèche.
L'année suivante, le retour de Napoléon Ier lors de la période des Cent-Jours marque le début d'un nouveau soulèvement dans l'ouest de la France, appelé petite chouannerie. Le général d'Andigné, commandant l'armée royale de la rive droite de la Loire, organise les différents commandements. L'arrondissement de La Flèche est secoué par de nombreux affrontements et les gendarmes fléchois sont notamment aux prises avec les royalistes dans la forêt de Courcelles lors d'un combat qui cause la mort de plusieurs d'entre eux. Pour autant, la ville en elle-même n'est pas menacée et c'est celle du Lude qui est prise le 9 juin par les troupes royalistes sous la conduite du général d'Ambrugeac et de Bernard de la Frégeolière. Après la seconde abdication de l'empereur le 22 juin, La Flèche est occupée pendant plusieurs semaines, du début du mois de juillet au 2 août par les troupes prussiennes du 10e régiment de hussards.

## LeXIXesiècle(1815-1914)

### La ville se modernise

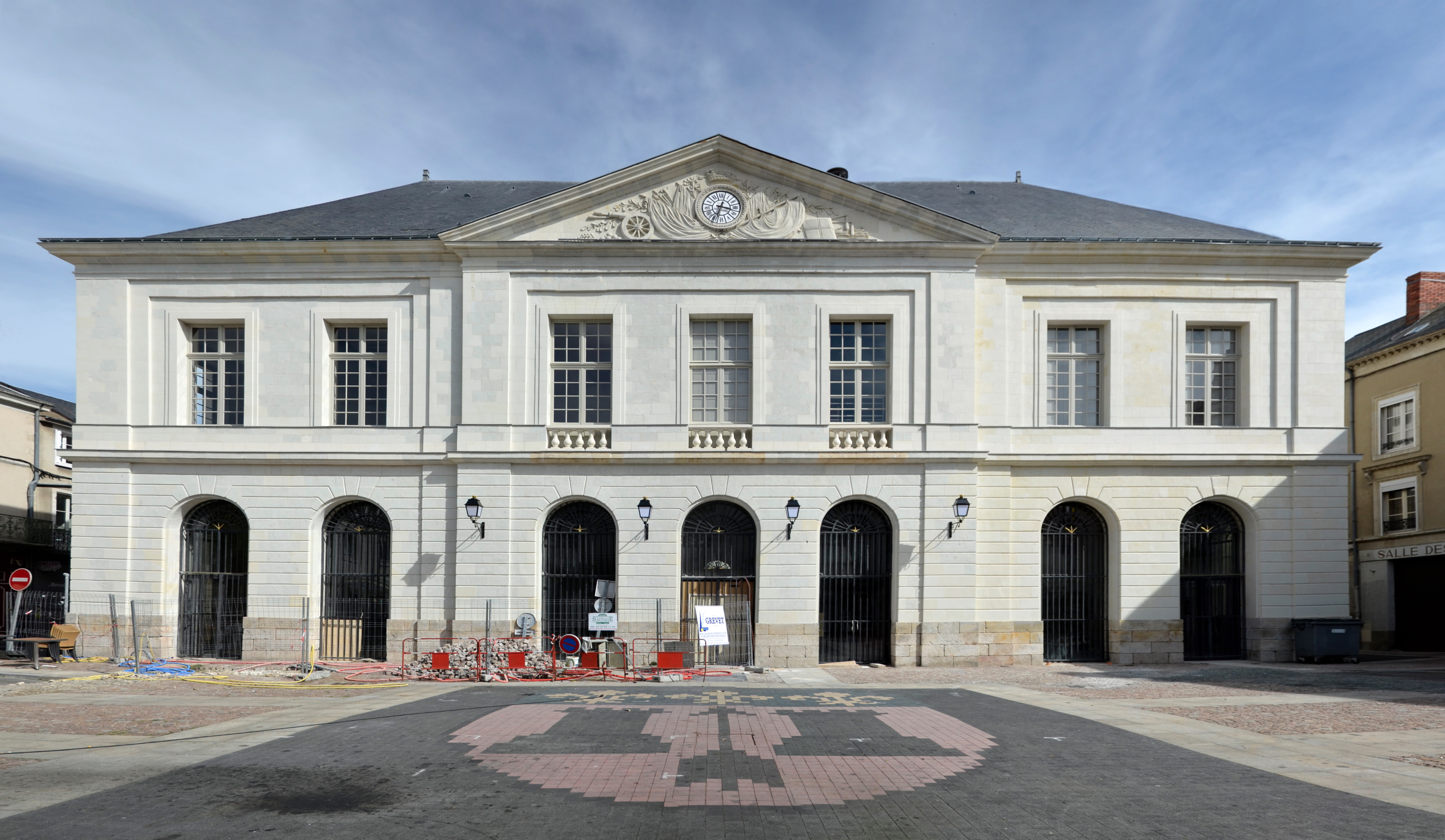
La Halle-au-Blé, ancienne mairie.

Le visage de la ville change perceptiblement au début du XIXe siècle : la famille de Choiseul-Praslin, héritière du château de la Varenne après l'extinction de ses derniers descendants, s'en désintéresse totalement et le vend à des marchands de biens. Le château est entièrement démantelé entre 1818 et 1820 et ses pierres servent notamment à la construction de nouvelles maisons dans la Grande-Rue. En 1827, des travaux de restauration et d'extension de la Halle-au-Blé, qui abrite également l'hôtel de ville, sont entrepris. Ils s'achèvent douze ans plus tard avec l'aménagement d'un petit théâtre à l'italienne au premier étage du bâtiment. Les remparts qui entouraient la ville sont démantelés en 1849.
La modernisation de La Flèche se poursuit sous le mandat de François-Théodore Latouche. De grands travaux d'urbanisme sont entrepris : le pont des Carmes est reconstruit, l'aménagement des quais et du centre-ville est achevé, le « boulevard du Centre », actuel boulevard Latouche, est percé. C'est en 1857 que la statue en bronze d'Henri IV, réalisée par le sculpteur Jean-Marie Bonnassieux, est érigée au centre de la place qui porte désormais son nom. Les Fléchois bénéficient de l'arrivée du gaz pour l'éclairage en 1869, puis à celle du téléphone en 1897. Le 1er juin 1801, c'est au tour du premier réseau de distribution d'eau potable d'être inauguré par le président de la République Émile Loubet,. Dans le même temps, la ville s'agrandit par l'annexion en 1866 de la commune voisine de Sainte-Colombe. Cette décision, qui rencontre une vive opposition dans un premier temps, est en partie motivée par l'implantation en 1863 de la gare de chemin de fer sur le territoire de cette commune. De même, les quartiers de la Beufferie et de la Boierie, appartenant à Sainte-Colombe, faisaient figure depuis longue date de faubourgs de La Flèche en n'étant séparés de la ville que par le pont des Carmes,.

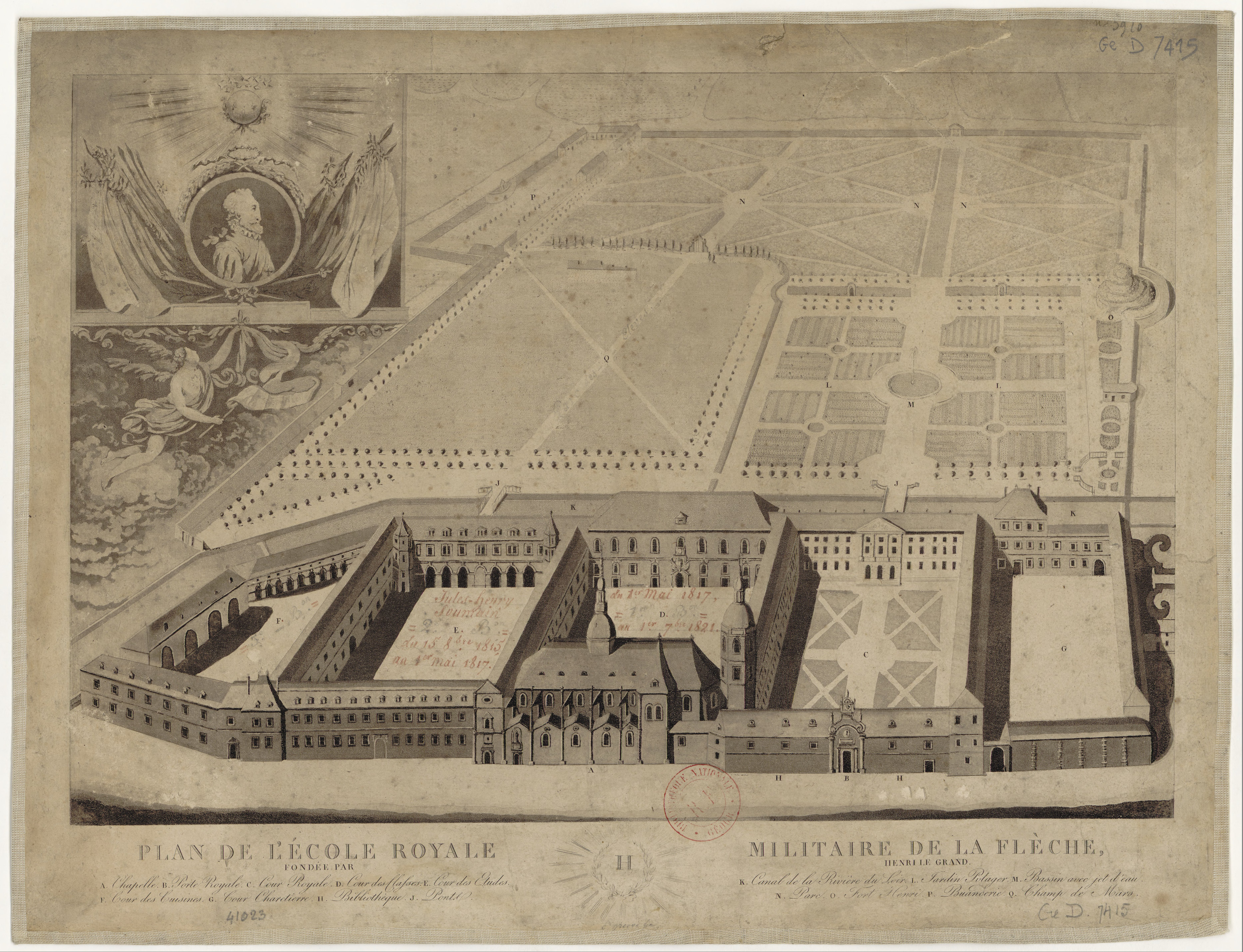
Le Prytanée, rebaptisé École royale militaire à la Restauration.

À plusieurs reprises au cours du XIXe siècle, le Prytanée, renommé en « École royale militaire » à la Restauration est menacé de disparition. En juin 1829, le député Eusèbe de Salverte demande en effet la suppression des écoles militaires afin de permettre à tous les Français d'atteindre le grade d'officier et non seulement aux élèves de ces écoles, et propose alors de réduire drastiquement le budget de l'établissement fléchois. Défendu notamment par Corneille Lamandé, député de la Sarthe, le Prytanée est une nouvelle fois ciblé en novembre 1830 alors que le ministre de la Guerre d'une monarchie de Juillet naissante, le maréchal Gérard, évoque dans un rapport la suppression de l'école afin de démocratiser le recrutement des élèves de l'École spéciale de Saint-Cyr directement dans les régiments. Pour autant, le Collège royal militaire est de nouveau institué par ordonnance le 12 avril 1831, mais les attaques envers cette institution sont récurrentes à la chambre des députés. Souhaitant conserver son établissement, les membres du conseil municipal fléchois se mobilisent et, en 1836, adressent à chaque député un mémoire « dans lequel [sont] exposées les nombreuses et puissantes considérations qui doivent s'opposer à la suppression du Collège ». Si l'établissement est conservé, les décisions ministérielles prises successivement sous la monarchie de Juillet réduisent son budget, et ce n'est qu'au début du Second Empire que l'école, rebaptisée « Prytanée impérial militaire » par décret du 23 mai 1853, parait définitivement sauvée. Deux mois plus tard, le maréchal de Saint-Arnaud, ministre de la guerre, s'y rend en visite officielle.

### Les«Prussiens»à La Flèche en 1871
Dès le début de la guerre franco-allemande de 1870, une ambulance est établie au Prytanée afin d'y soigner les blessés. Elle accueille jusqu'à 670 soldats. Après la défaite au Mans du général Chanzy les 11 et 12 janvier 1871, les positions françaises et allemandes se figent plus ou moins et La Flèche se trouve donc à la limite de l'avancée allemande. Ceux-ci décident de ne pas s'y installer de façon permanente car ils s'inquiètent de la présence dans les environs de Durtal et de Baugé des troupes françaises du général Félix de Curten. La ville est néanmoins soumise à de fréquents passages de troupes. À plusieurs reprises, les Allemands se heurtent à la résistance des derniers francs-tireurs et soldats mobiles de la région, et ce jusqu'à l'armistice du 28 janvier, voire au-delà,.
Ils entrent une première fois à La Flèche le 18 janvier. Ce jour-là, une colonne d'infanterie commandée par le capitaine Hildebrand vient y chercher du foin et des chevaux frais. Les militaires repartent le soir même en direction du Mans, tandis qu'une partie d'entre eux passe la nuit sur les hauteurs de Saint-Germain-du-Val. Trois jours plus tard, c'est au tour d'un corps d'armée de 2 700 hommes issus des 24e et 52e régiments de Brandebourg et commandés par le grand-duc de Mecklembourg d'entrer en ville. Les communications vers l'extérieur sont suspendues, tandis que des logements et de la nourriture sont réquisitionnés. Des soldats prussiens partis en reconnaissance vers Bazouges et Clefs essuient des tirs de francs-tireurs français embusqués, ce qui décide le général à faire ériger trois barricades pour protéger la ville pendant la nuit.
Les Allemands se mettent en mouvement dès le lendemain mais reviennent à La Flèche le 24 janvier. Une colonne de 1 500 hommes stationne sur les hauteurs de Saint-Germain-du-Val, tandis qu'une avant-garde de cavaliers est envoyée en ville pour y réquisitionner des vivres. Au même moment, un groupe d'une cinquantaine de soldats français arrivant de Durtal fait son entrée à La Flèche. Les cavaliers allemands reculent tout en faisant prisonniers le maire, Philippe-Louis Grollier, deux conseillers municipaux et trois membres du personnel de mairie. Appuyés par leur artillerie, les Allemands rétablissent la situation. Des tirs d'obus s'abattent sur la ville et blessent mortellement deux hommes dont le sous-lieutenant Richard, élève au Prytanée et qui commande ce détachement,. Dès lors, les Allemands menacent de brûler la ville si les troupes françaises ne se retirent pas, ce qu'elles font finalement. Les Allemands poursuivent leur avancée jusqu'à Bazouges et pendant deux jours, les combats se poursuivent dans la campagne au sud de La Flèche, autour de la route de Clefs et des bois du Petit-Ruigné. Réfugiés dans les différentes fermes, les soldats Français sont délogés et essuient de nombreuses pertes. Quatre soldats français blessés sont par ailleurs recueillis et soignés au château du Doussay, transformé en ambulance.
Le 28 janvier, jour de signature de l'armistice, des coups de feu sont tirés contre les Prussiens dans le quartier de la Boirie. L'évacuation de la ville a lieu le 1er février, mais la résistance du 24 janvier lui vaut d'être frappée d'une contribution de guerre de 50 francs par habitant, soit 350 000 francs, une somme finalement réduite sur les réclamations du maire de la commune.

### La Flècheà la Belle Époque

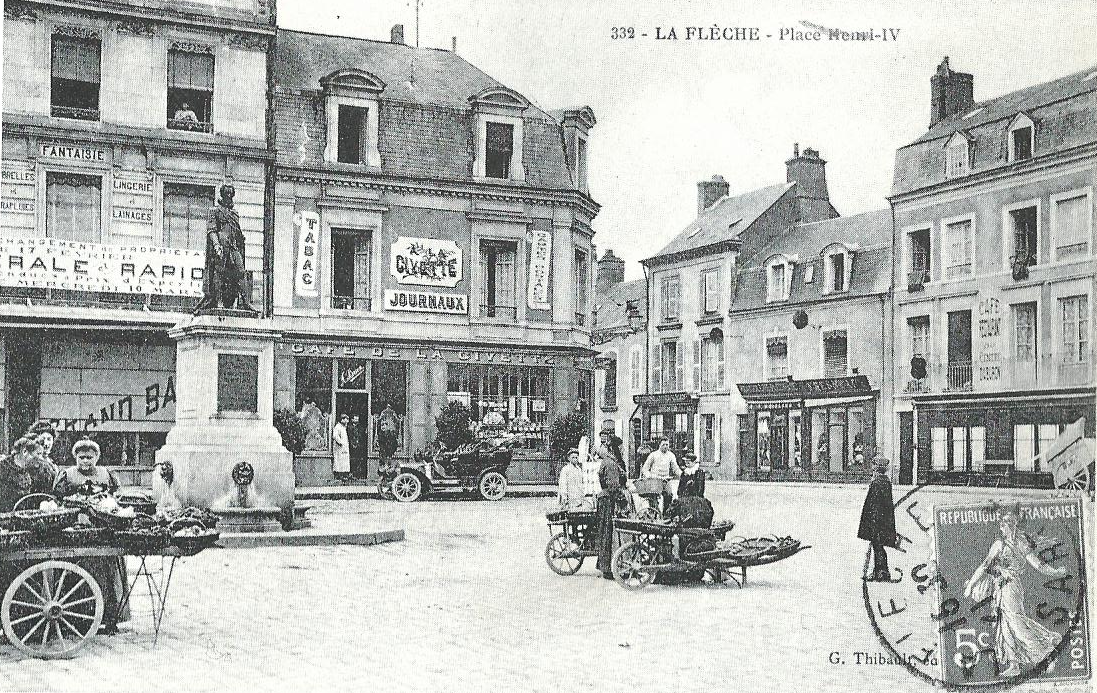
La place Henri-IV au début du XXe siècle.

Le chemin de fer, arrivé à La Flèche en 1871 avec l'ouverture de la ligne d'Aubigné, se développe considérablement au début du XXe siècle. La commune constitue une étoile ferroviaire, ce qui permet le développement du quartier de la gare sur la rive gauche du Loir. Les cinq branches de cette étoile, gérées par la compagnie de Paris à Orléans, se dirigent vers Sablé, La Suze, Aubigné, Angers et Baugé. Quelques années après l'arrivée du train, la construction de la ligne de tramway entre Cérans-Foulletourte et La Flèche est décidée afin d'établir une liaison directe entre Le Mans et la commune. Cette ligne est mise en service le 27 juin 1914 par la compagnie des Tramways de la Sarthe. Sur le plan économique toujours, la prospérité de la ville est toute relative : au début du XXe siècle l'activité se concentre autour des industries de féculerie, de galocherie et de tannerie.

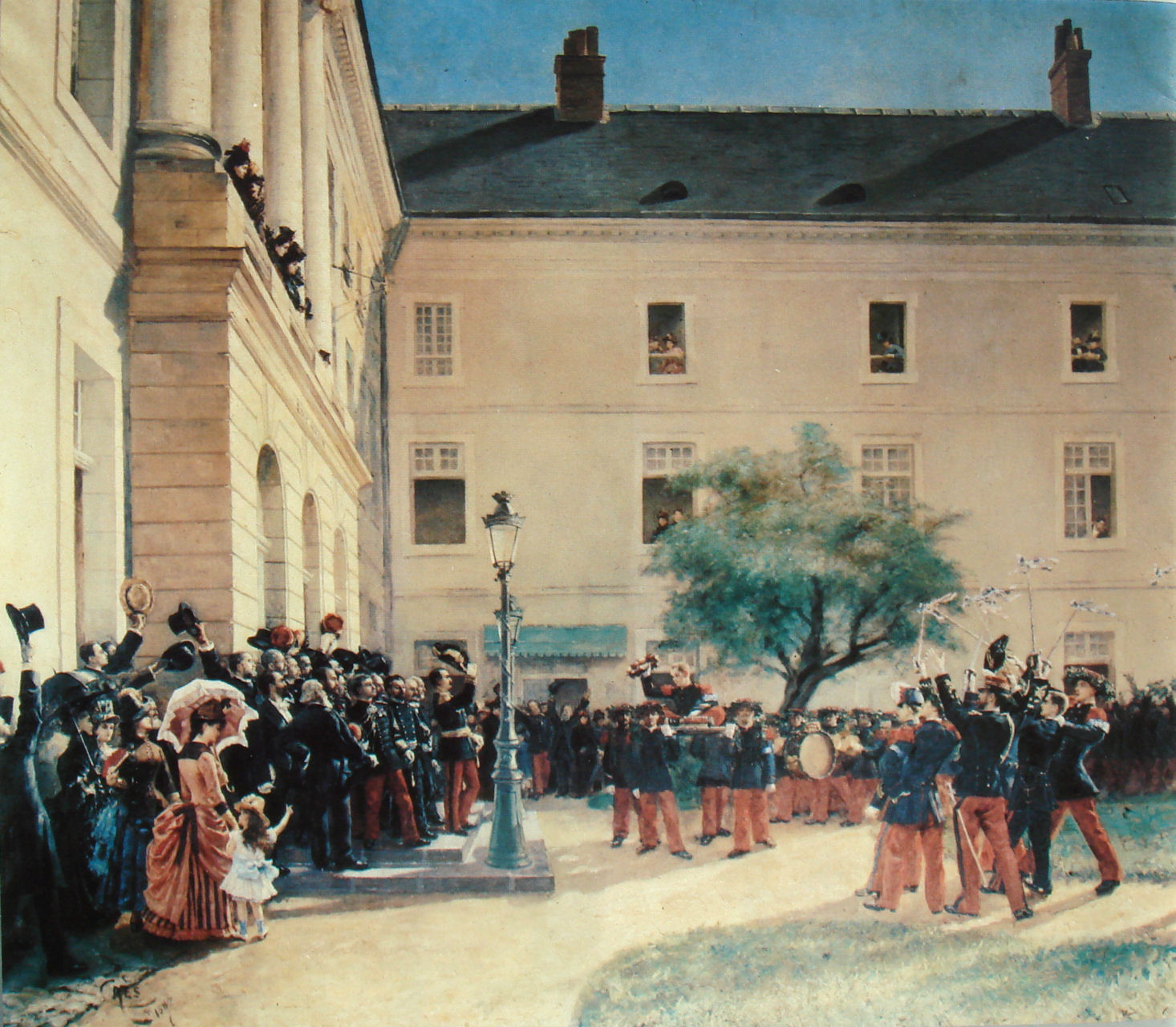
Le Triomphe du Prix d'Honneur, par Charles Crès, 1887.

Au début du XXe siècle, le Prytanée compte environ 400 élèves et plus d'une centaine d'officiers, sous-officiers, professeurs et commis d'administration. Il est pourtant menacé par un rapport du député Flaminius Raiberti, qui le qualifie de « survivance du passé ». Défendu fermement par le Fléchois Paul d'Estournelles de Constant, Prix Nobel de la paix en 1909, et le député Antoine Jourde, ancien élève de l'école, il est finalement maintenu. Sa présence et celle de la caserne de la Tour-d'Auvergne, inaugurée en 1877, donne à la ville une vocation militaire. Plusieurs bataillons s'y succèdent en garnison, dont un bataillon du 104e régiment de ligne entre 1898 et 1900, le 3e bataillon du 117e RI, de 1900 à 1902, puis de 1907 jusqu'au début de la Première Guerre mondiale, ainsi que le 2e bataillon de 102e RI de 1902 à 1907. De son côté, la vie publique est animée par la présence de deux hebdomadaires d'informations locales. Créé en 1847, L'Écho du Loir est un journal de tendance conservatrice et cléricale, tandis que Le Journal Fléchois, qui naît en 1878, présente une ligne éditoriale républicaine, progressiste et laïque.
Comme ailleurs en France, la Belle Époque marque à La Flèche l'avènement d'un certain nombre de loisirs qui découlent, en partie, des progrès techniques de la fin du siècle. Ainsi le premier cinématographe arrive en ville en 1897 à l'initiative de la Société photographique de La Flèche qui organise deux projections. Les premiers films en couleurs sont projetés en 1905 avec la venue du « Cinématographe en couleurs » en tournée dans toute l'Europe. À partir de novembre 1907, le cinématographe Pathé s'installe durablement en ville sous l'impulsion de Louis Paris qui en devient le concessionnaire exclusif.
Le développement des sports s'effectue principalement dans le domaine de la gymnastique. En 1910, la ville compte deux sociétés : la Patriote Fléchoise, une société laïque, et la Jeune Garde, affiliée à la Fédération gymnastique et sportive des patronages de France. Dans le même temps, l'Union vélocipédique fléchoise (UVF) est créée en 1903. Elle organise d'abord des épreuves sur route mais profite l'année suivante de la construction d'un premier vélodrome en bois dans la rue Belleborde,. Dès lors, des réunions s'y tiennent régulièrement et attirent des coureurs renommés comme le champion du monde Major Taylor, mais la mauvaise gestion financière et le manque de rentabilité des installations entraîne la disparition de l'UVF en 1910. L'Union sportive fléchoise (USF) est alors immédiatement créée, et si elle se consacre principalement à l'organisation d'épreuves cyclistes ou de courses à pied, elle se tourne également vers la pratique d'autres sports, tout comme une autre société, l'Association sportive amicale (ASA), créée en 1907, qui encourage la pratique de l'athlétisme et donne naissance à la première équipe de football fléchoise. Tout au long de cette période, le cycliste fléchois obtient des résultats probants chez les professionnels, en prenant notamment la 16e place du Tour de France 1908, tout en participant activement à l'organisation des différentes épreuves sportives qui se tiennent à La Flèche. Enfin, alors que l'aéronautique se développe, le premier meeting d'aviation est organisé le 29 septembre 1912 par l'école d'aviation du Mans et l'USF.
En 1906, peu après la mort de son dernier propriétaire Émile Bertron-Auger, conseiller général, le château des Carmes est mis en vente,. Un marchand de biens en fait l'acquisition le 30 septembre 1907, sous réserve de le rétrocéder à la ville de La Flèche lorsque celle-ci en manifesterait le désir. En attendant l'acquisition effective du château, le conseil municipal élabore plusieurs projets d'utilisation des nouveaux locaux, dont l'installation d'une école publique de filles, ce que la préfecture refuse. L'accord concernant le rachat du bâtiment est ratifié par les élus le 27 mars 1909. Il est alors décidé d'y transférer les locaux de la mairie depuis l'ancienne Halle-au-Blé à partir du mois de juillet suivant,.

## Époque contemporaine (1914 à nos jours)

### Première Guerre mondiale
Le dimanche 2 août 1914, au lendemain de l'ordre de mobilisation générale, de nombreux Fléchois assistent au départ par train spécial du bataillon du 117e régiment d'infanterie, en garnison à la caserne Gallieni depuis 1907. Maire de la commune depuis 1912, le docteur René Buquin est lui aussi mobilisé. Il cède ses fonctions par intérim au commandant André. Dès les premiers mois du conflit, La Flèche accueille de nombreux réfugiés en provenance des régions touchées par les combats, principalement des départements du nord de la France, de la Somme ou de Belgique. Certains d'entre eux sont alors employés aux tanneries de la ville. Un « Comité de Secours aux blessés et aux familles nécessiteuses franco-belges » est créé pour leur venir en aide.
Plusieurs hôpitaux sont également mis en place pour soigner les blessés revenus du front. Outre l'hôpital, des établissements temporaires sont installés au collège Notre-Dame ainsi qu'aux écoles Saint-Jacques et Sainte-Jeanne-d'Arc, pour une capacité totale de près de 400 lits. Les casernements de la ville accueillent pendant un temps les troupes du 401e régiment d'infanterie mais La Flèche fait également office de centre d'instruction. Ainsi en 1916, un total de 2 262 hommes y sont cantonnés en provenance des dépôts des 54e, 124e et 130e régiment d'infanterie, de même que 1 390 soldats récupérés des classes de 1913 à 1917.
Éloignée du front, la ville ne souffre pas directement des combats, bien que des mesures de rationnement alimentaire aient été prises. La Flèche paie cependant un lourd tribut dans ce conflit avec la mort de 339 de ses soldats. Comme dans toutes les autres communes françaises, un monument aux morts est dressé en leur honneur dans les années qui suivent la Grande Guerre. Il est inauguré le 27 mai 1923 en présence du maréchal Foch.

### Entre-deux-guerres
Le 1er mars 1919, au petit matin, le château des Carmes qui abrite alors l'hôtel de ville est ravagé par un violent incendie. Il est causé par la surchauffe d'un poêle utilisé dans les bureaux occupés depuis plusieurs semaines par des militaires américains. La vétusté des bâtiments favorise la propagation des flammes, de même qu'un vent violent, si bien que les dégâts sont considérables. Ils sont estimés à près de 280 000 francs-or, c'est-à-dire quatre fois le prix d'acquisition du bâtiment par la ville une dizaine d'années plus tôt. Les services municipaux sont alors transférés dans l'ancienne mairie, à la Halle-au-Blé, tandis que les travaux de reconstruction du château ne commencent qu'en 1926, pour une durée de trois ans. Les nouveaux locaux de la mairie sont inaugurés avant la fin des travaux, en novembre 1928,.
Dans les années qui suivent la fin de la guerre, la modernisation de la ville se poursuit. Les travaux d'adduction d'eau s'achèvent et la municipalité entreprend l'installation de l'électricité : les principales rues de la ville en sont équipées au début de l'année 1923. Dans le même temps, le trafic automobile se développe. En 1920, le pont du boulevard de la République est mis en service et devient ainsi le deuxième point de franchissement du Loir en ville. À l'inverse, le déclin du rail à La Flèche s'amorce dès les années 1930. La ligne de tramway Foulletourte-La Flèche est supprimée le 31 décembre 1932, seulement dix-huit ans après sa mise en service, puis en 1938, c'est au tour des lignes La Flèche-Aubigné, La Flèche-Sablé et La Flèche-Angers de disparaître. Dans le même temps, le transport des passagers sur route se développe avec la mise en place du premier service régulier d'autobus assurant la liaison avec Le Mans en août 1931 puis avec Baugé au mois de novembre suivant. Au fil des ans, ce service s'étend pour permettre la liaison avec d'autres grandes villes de la région, comme Angers, Laval et Tours.
Sur le plan militaire, les bâtiments désaffectés de la caserne de la Tour d'Auvergne sont annexés en 1921 au Prytanée afin de faire face à l'augmentation du nombre d'élèves. Ces bâtiments sont renommés « quartier Gallieni » en 1944.
La vie associative et sportive connait un nouvel essor, notamment par la construction du stade-vélodrome de la route d'Angers, sous l'impulsion d'Achille Germain, au début de l'année 1922. Malgré le grand nombre d'épreuves organisées, la société chargée de la gestion de l'enceinte rencontre des difficultés financières et le nouveau stade doit fermer ses portes quatre ans après son ouverture. La piste est démontée et transférée à Pontlieue tandis que le terrain est vendu en partie à des particuliers et à la Caisse d'épargne de La Flèche qui y fait construire des logements. Un nouveau stade, qui devient plus tard le Stade Montréal, est aménagé sur un terrain en bord de Loir au début de l'année 1929.

### La Flèche sous l'Occupation
Le 17 juin 1940, la ville est frappée par l'aviation allemande : une quarantaine de bombes lâchées par six avions volant à basse altitude s'abattent entre le quartier de La Boirie et celui de la gare. Ce bombardement fait 7 morts, principalement des militaires, et occasionnent de nombreux dégâts matériels. Deux jours plus tard, les Allemands font leur entrée dans La Flèche et en organisent l'occupation en installant la kommandantur à l'hôtel de ville. Le 21 juin, la Luftwaffe installe un aérodrome provisoire pour le transport du matériel sur un terrain situé à l'entrée de la ville, à proximité de la caserne de la Tour-d'Auvergne. Le lendemain, les soldats allemands du 615e régiment d'artillerie arrivent en garnison à La Flèche, où ils restent onze mois. De nombreux immeubles sont réquisitionnés pour loger les occupants ou y installer leurs services : le foyer du soldat, le « Soldatenheim », est installé dans un immeuble de la Grande-Rue ; les bureaux de l'organisation Todt dont le quartier général se situait au château de Mervé, sur la commune de Luché-Pringé, sont installés rue Saint-Jacques.
Alors que l'Occupation allemande s'organise, de nombreux prisonniers de guerre français sont retenus en Allemagne. Ainsi en avril 1942, on dénombre 364 Fléchois parmi ces prisonniers. Par ailleurs, en 1943, le STO, organisé par le Régime de Vichy après l'échec de la relève, requiert le départ de 56 Fléchois pour l'Allemagne. Comme ailleurs en France, l'occupation se traduit par des mesures de restrictions. Des familles juives, présentes parmi les réfugiés arrivées en ville pendant l'exode du printemps 1940, sont déportées. Parmi eux figure notamment la femme du sculpteur Félix-Alexandre Desruelles, finalement sauvée par l'intervention d'une notable fléchoise,. De nombreux Fléchois, volontaires ou contraints, travaillent au service des Allemands dans la région entre 1940 et 1944. Beaucoup sont engagés au camp militaire de Thorée, que les Allemands réquisitionnent en décembre 1943 pour en faire un centre de stockage de vivres et de matériel. Des prisonniers russes, hommes et femmes, logés dans plusieurs établissements scolaires de la ville ainsi que dans l'ancienne chapelle de Notre-Dame-du-Chef-du-Pont, sont employés à Luché-Pringé, dans le hameau du Port des Roches, pour y rétablir la route départementale et aménager les champignonnières creusées dans le tuffeau et destinées au stockage des munitions.
L'avancée de l'armée allemande oblige élèves et professeurs à évacuer le Prytanée le 16 mai 1940 pour s'installer provisoirement à Billom, puis à Valence. En septembre 1942, le « Petit Prytanée », qui regroupe les classes de la 6e à la 1re, s'exile à Briançon. Le « Grand Prytanée », qui concerne les classes préparatoires, retrouve ses locaux fléchois en octobre 1943, tandis que le Petit Prytanée demeure à Briançon jusqu'en janvier 1945.
Sous l'Occupation, la collaboration est marquée à La Flèche par la création d'une section locale du Parti populaire français en 1942, de même qu'une antenne du Groupe Collaboration, qui compte jusqu'à une soixantaine d'adhérents en 1943 et organisent une série de conférences. Parmi les principales figures collaborationnistes de la ville, Charles Métayer cumule les fonctions de délégué d'arrondissement de la Légion de Volontaires Francais et de chef local de la Milice française dont le siège du mouvement pour l'arrondissement de La Flèche est établi à son domicile en juin 1944. Dans le même temps, l'activité des Résistants se développe elle aussi. Sous l'impulsion de Raoul Chauchet, de petits groupes de francs-tireurs sont formés à La Flèche et dans les environs. Leur mission est principalement la reconnaissance de terrains favorables à des parachutages et l'obtention de renseignements sur les activités de l'occupant. Les informations recueillies sont transmises au colonel Clouet des Pesruches, propriétaire du château de Turbilly, qui les communique ensuite à son fils, l'une des grandes figures de la Résistance connue sous le pseudonyme de Galilée. Raoul Chauchet est arrêté en octobre 1943, comme un certain nombre de membres du réseau Hercule-Buckmaster, et déporté en Allemagne.

### Libération et après-guerre
Dès le 7 juin 1944, au lendemain du Débarquement de Normandie, La Flèche est la cible d'attaques aériennes de la part des Alliés. Celles-ci sont quasiment quotidiennes et visent principalement la gare et les autres infrastructures de transport. Les infrastructures de transport sont particulièrement visées : la gare est ainsi bombardée les 8 et 13 juin, puis le 4 juillet. Dans la soirée du 7 août 1944, deux cheminots fléchois, Lucien Chartier et André Moguedet, font dérailler un train dans la forêt du Mélinais, sur la ligne La Flèche-Saumur, la seule encore épargnée par les bombardements. Les Allemands quittent La Flèche dans la nuit du 7 au 8 août après avoir incendié les réserves qu'ils ne pouvaient emporter. Le 9 août, la gare est une nouvelle fois bombardée par les Alliés, tandis que la ville est définitivement libérée le 10 août 1944 par l'armée américaine.
Les combats ne cessent pas immédiatement dans la région. Le 11 août, le sous-lieutenant Paul Favre, professeur-adjoint au Prytanée, meurt sous les balles allemandes au cours d'une opération organisée par le commandant Tête, médecin au Prytanée, accompagné de plusieurs FFI. Les résistants avaient été avertis que les Allemands se rassemblaient dans un bois situé à quelques kilomètres du bourg de Thorée-les-Pins pour y détruire des munitions.
Le conseil municipal fléchois est suspendu le 21 août 1944 et remplacé par une délégation provisoire chargée des affaires communales. Composée de seize personnes, elle se réunit trois jours plus tard et choisit pour président le docteur Jean Lhoste, alors en déportation. La délégation provisoire gère la ville durant huit mois, jusqu'aux élections municipales d'avril-mai 1945.
Au sortir de la guerre, plusieurs villes se portent volontaires pour venir en aide aux communes situées dans les régions touchées par les bombardements. La Flèche devient ainsi la marraine de guerre de la petite ville de Thury-Harcourt dans le Calvados, détruite à 80 %. L'aide consiste prioritairement en l'envoi de mobilier aux habitants dont les logements ont été dévastés.
Le camp militaire de Thorée-les-Pins, créé en 1939 à proximité immédiate du territoire de La Flèche, le long de la route menant au Lude, est reconverti le 9 décembre 1944. D'abord appelé PWE 22 sous administration américaine, il passe sous le contrôle de l'armée française le 6 juillet 1945 sous le nom de PGA 402. Composé d'un ensemble de cinq camps secondaires comprenant un à quatre hangars, il est avant tout un camp de transit où les prisonniers allemands ne séjournent que peu de temps. Son effectif s'élève à environ 20 000 détenus au début de l'année 1945 pour atteindre 40 000 prisonniers au mois de juillet suivant, après la capitulation allemande. Les conditions de détention y sont rudes et le manque de nourriture entraîne une mortalité assez élevée. D'après les documents conservés aux archives municipales de Thorée-les-Pins, 444 prisonniers y trouvent la mort de juillet 1945 à août 1946, dont 432 décès de juillet à novembre 1945,.

### De la fin duXXesiècleau début duXXIesiècle

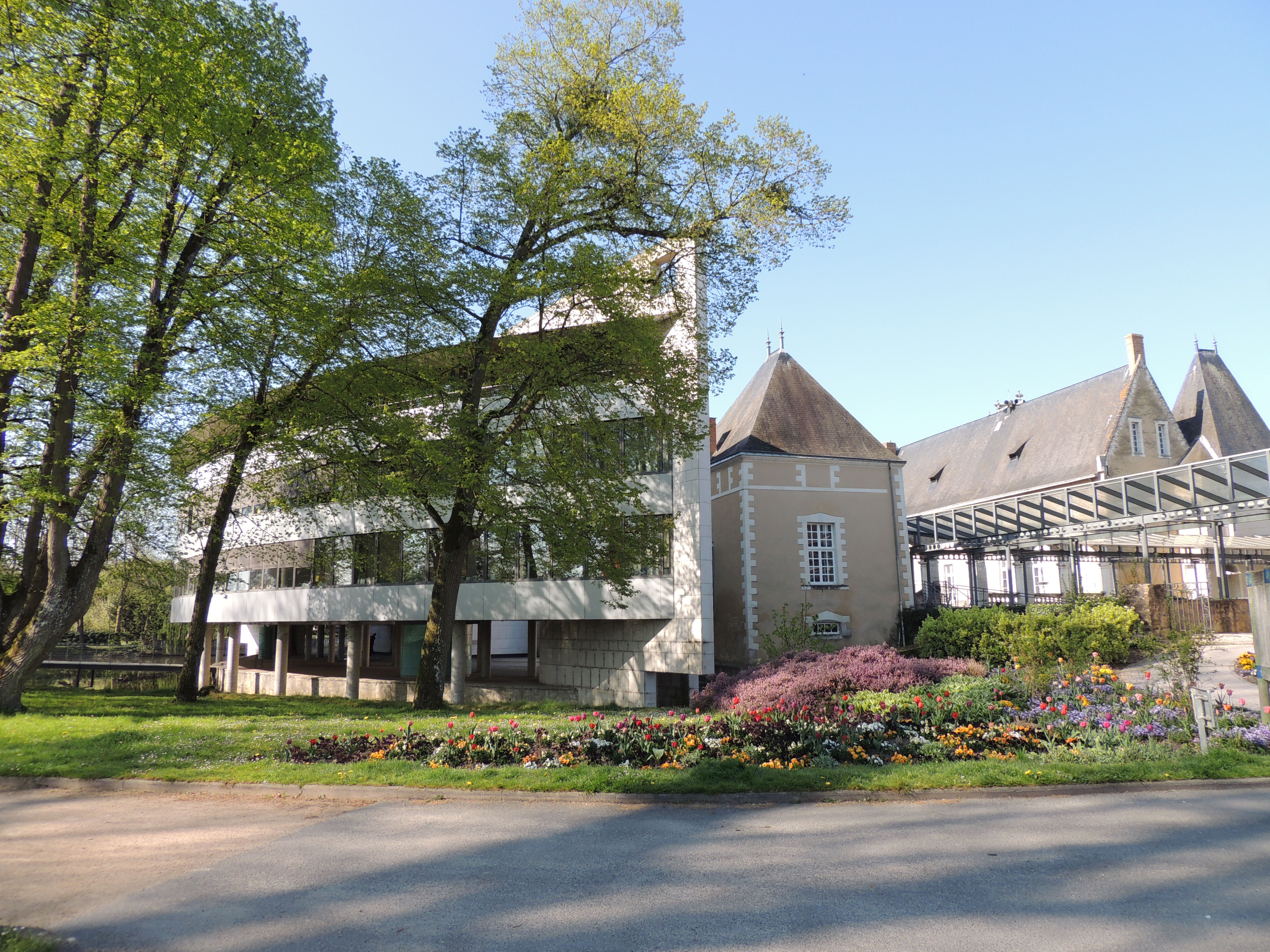
La nouvelle mairie de La Flèche, construite dans le prolongement du château des Carmes.

Le renouveau de l'activité industrielle que connaît la France après la Libération ne se fait sentir que tardivement à La Flèche. Les plus anciennes usines fléchoises de tannerie et de galocherie ferment leurs portes au début des années 1960 mais la mise en place des zones industrielles nord et sud à partir de 1959 permet l'implantation de nouvelles industries performantes, comme la société de caoutchouc industriel Kalker, en 1961, la Cebal, spécialisée dans la fabrication d'emballages alimentaires en métal, en 1966, et la société d'imprimerie Brodard & Taupin en 1967. L'installation du zoo de La Flèche, créé en 1946 par le naturaliste Jacques Bouillault et qui attire près de 400 000 spectateurs en 2018, permet le développement de la ville sur le plan touristique de la fin du XXe siècle au début du XXIe siècle. En parallèle, l'expansion territoriale de la ville se poursuit avec les annexions le 1er janvier 1965 des communes de Verron et Saint-Germain-du-Val, un siècle après Sainte-Colombe. Plusieurs immeubles collectifs HLM sont construits dans différents quartiers de la ville.
En 1961, la municipalité fléchoise fait l'acquisition des dix-sept hectares du domaine du château de Bouchevereau, sur lesquels le ministère de l'Éducation nationale fait édifier une cité scolaire rassemblant divers établissements. Bâtie en plusieurs tranches durant six années, la cité scolaire de Bouchevereau est inaugurée par le ministre Edgar Faure le 3 mars 1969,.
La fermeture de la ligne La Flèche-Le Mans en avril 1970 marque la fin du transport des voyageurs par voie ferroviaire à La Flèche, mais dans le domaine des transports, la construction d'une rocade au sud-ouest de la ville est entreprise afin de désengorger le centre-ville à partir de 1982. Les travaux de la nouvelle voie, nécessitent la construction d'un nouveau pont sur le Loir, le troisième de la ville, dont la réalisation est confiée à un groupe d'architectes parmi lesquels se trouvent Michel Virlogeux, fils du maire de la commune à cette époque. La rocade est finalement inaugurée le 19 décembre 1985 sous le nom d'avenue Charles-de-Gaulle.
La Flèche doit faire face à plusieurs inondations dans la deuxième moitié du XXe siècle. L'une des plus importantes a lieu au début du mois de janvier 1961. Le Loir atteint la cote de 2,5 m sur l'échelle du pont des Carmes et l'inondation dure une semaine entière, frappant plus de 700 maisons. Deux autres crues importantes touchent la ville en 1983 et 1984, poussant les autorités à solliciter des aides pour accélérer les travaux de protection des différents quartiers de la commune. En 1989, le lit de la rivière est creusé et ses rives sont reprofilées au niveau du pont de la République pour permettre un meilleur écoulement des eaux. Un ouvrage de décharge est mis en place en 1993 sous l'ancienne voie ferrée, près du passage à niveau de Balançon. Pour autant, ces travaux ne peuvent empêcher la ville de subir trois nouvelles inondations importantes en un temps restreint. En janvier 1995, le Loir atteint la cote de 2,40 m, tandis qu'il déborde à nouveau en 2000 et 2001, occasionnant à chaque fois de nombreux dégâts en ville. Les crues de 1961, 1983 et 1995 font atteindre au Loir ses plus hautes valeurs jamais relevées à La Flèche.

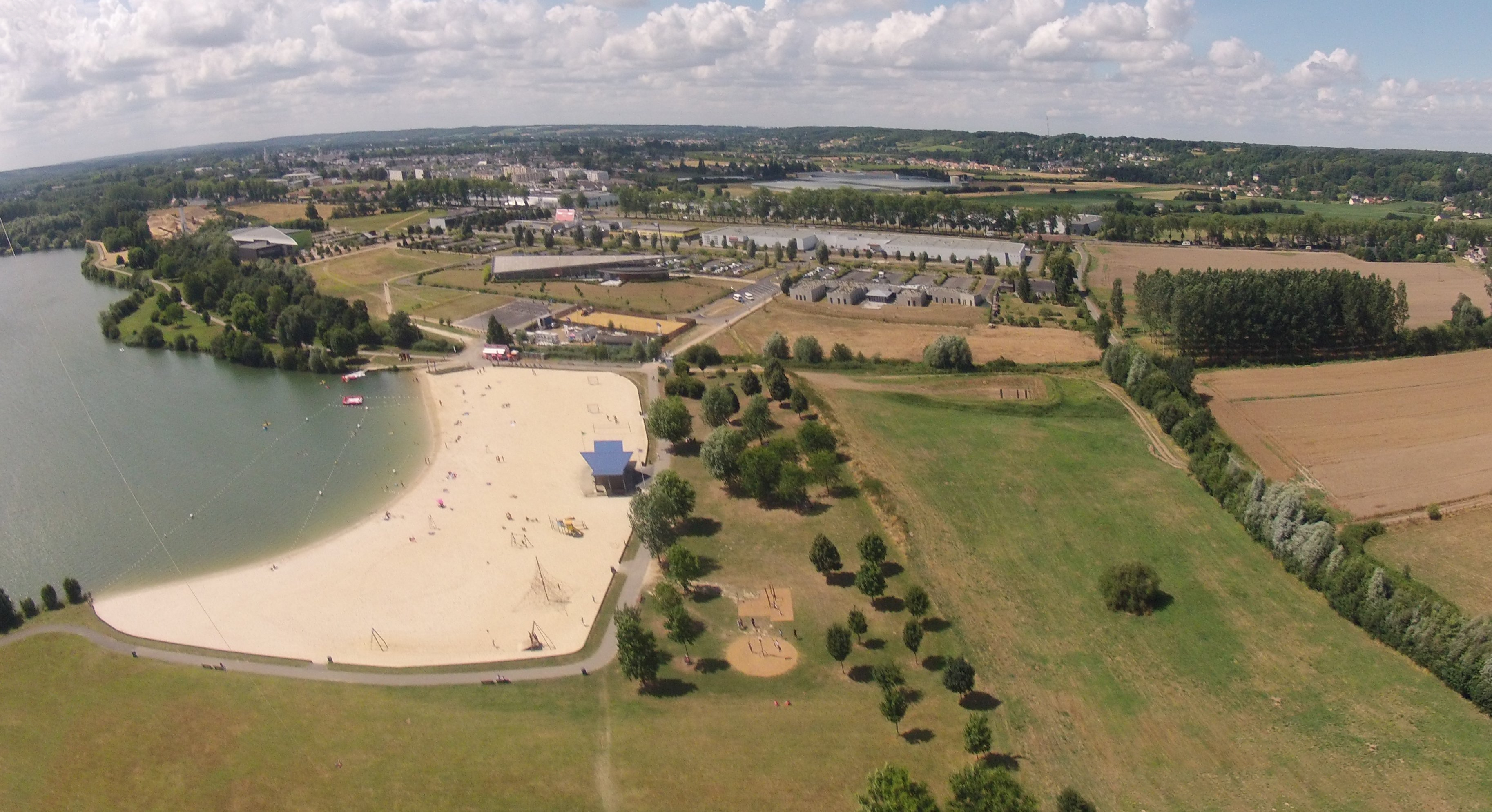
La base de la Monnerie, aménagée à la fin du XXe siècle.

À la fin du XXe siècle, La Flèche s'engage dans une politique de modernisation et d'embellissement de la ville. La municipalité lance de grands travaux d'urbanisme, avec notamment l'extension de la mairie entre 1993 et 1994 réalisée par le cabinet d'Adrien Fainsilber, la construction de la gare routière en 1997, la rénovation de la Grande Rue en 1999 puis celle de la place Henri-IV l'année suivante, la campagne de fleurissement de la ville ou encore l'aménagement d'une base de loisirs au bord du lac de la Monnerie en 2000,. Ces travaux se poursuivent au début du siècle suivant avec la rénovation des façades de l'église Saint-Thomas en 2010 puis les travaux de restauration de la Halle-au-Blé en 2012. En 2018, le rachat d'un îlot d'immeubles insalubres en plein centre-ville permet la construction d'un nouveau cinéma, dont les travaux s'étendent jusqu'en 2020.